# Biserica Sfântul Ierarh Nicolae din Obârșa

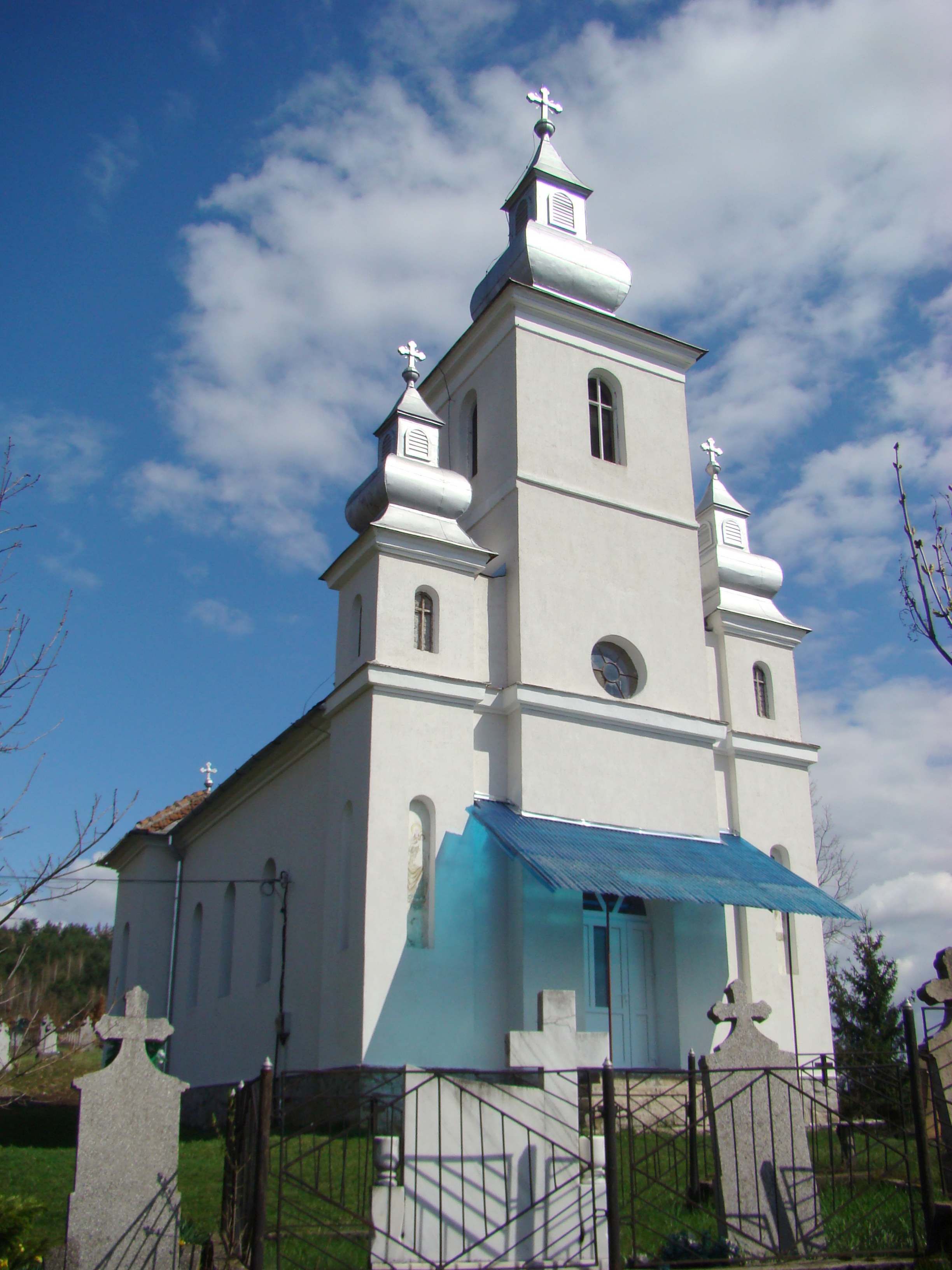
Biserica „Sfântul Ierarh Nicolae” din Obârșa, comuna Tomești, județul Hunedoara, foto: aprilie 2013.

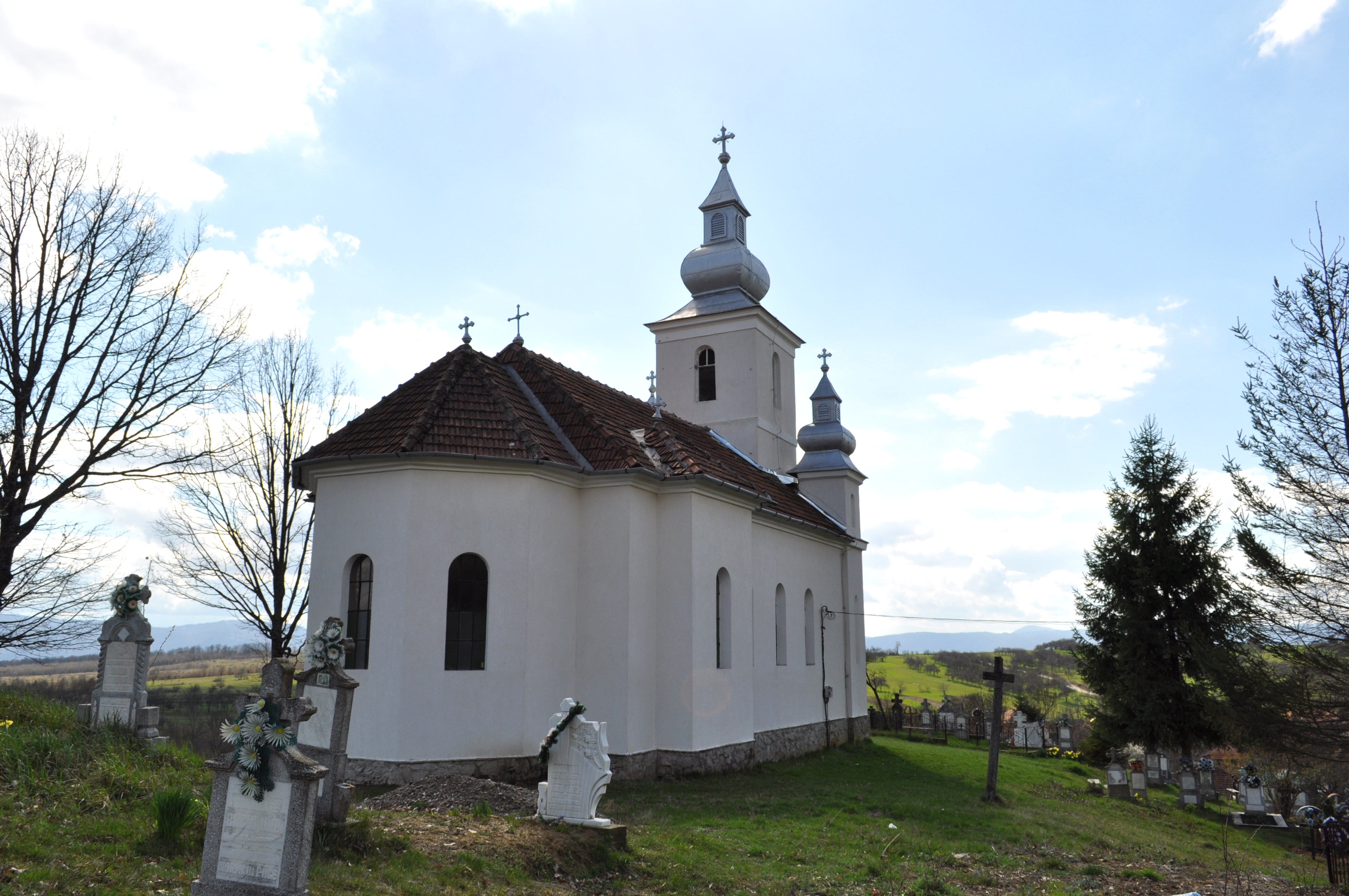
Biserica „Sfântul Ierarh Nicolae” din Obârșa, comuna Tomești, județul Hunedoara, foto: aprilie 2013.

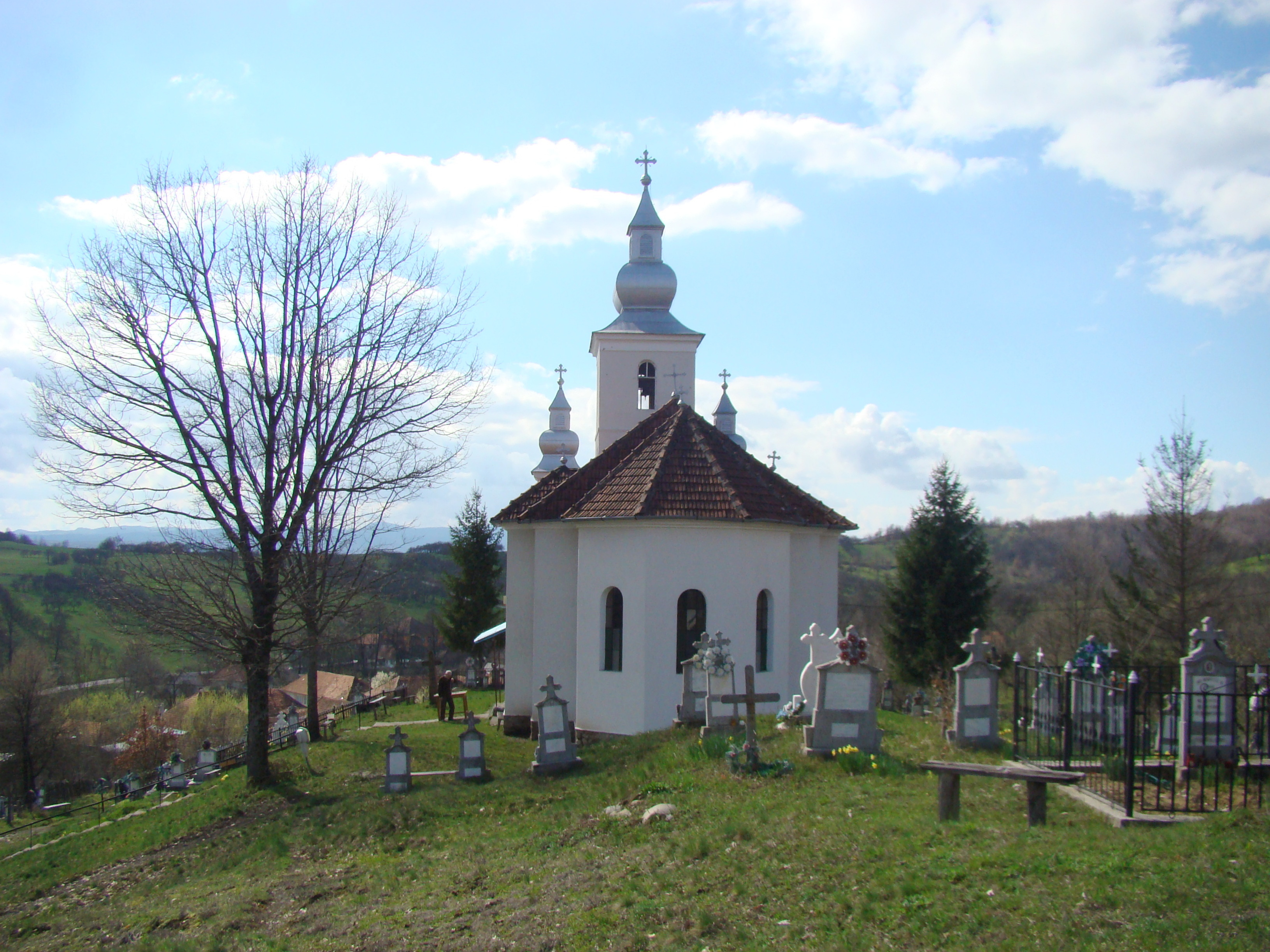
Biserica (est)

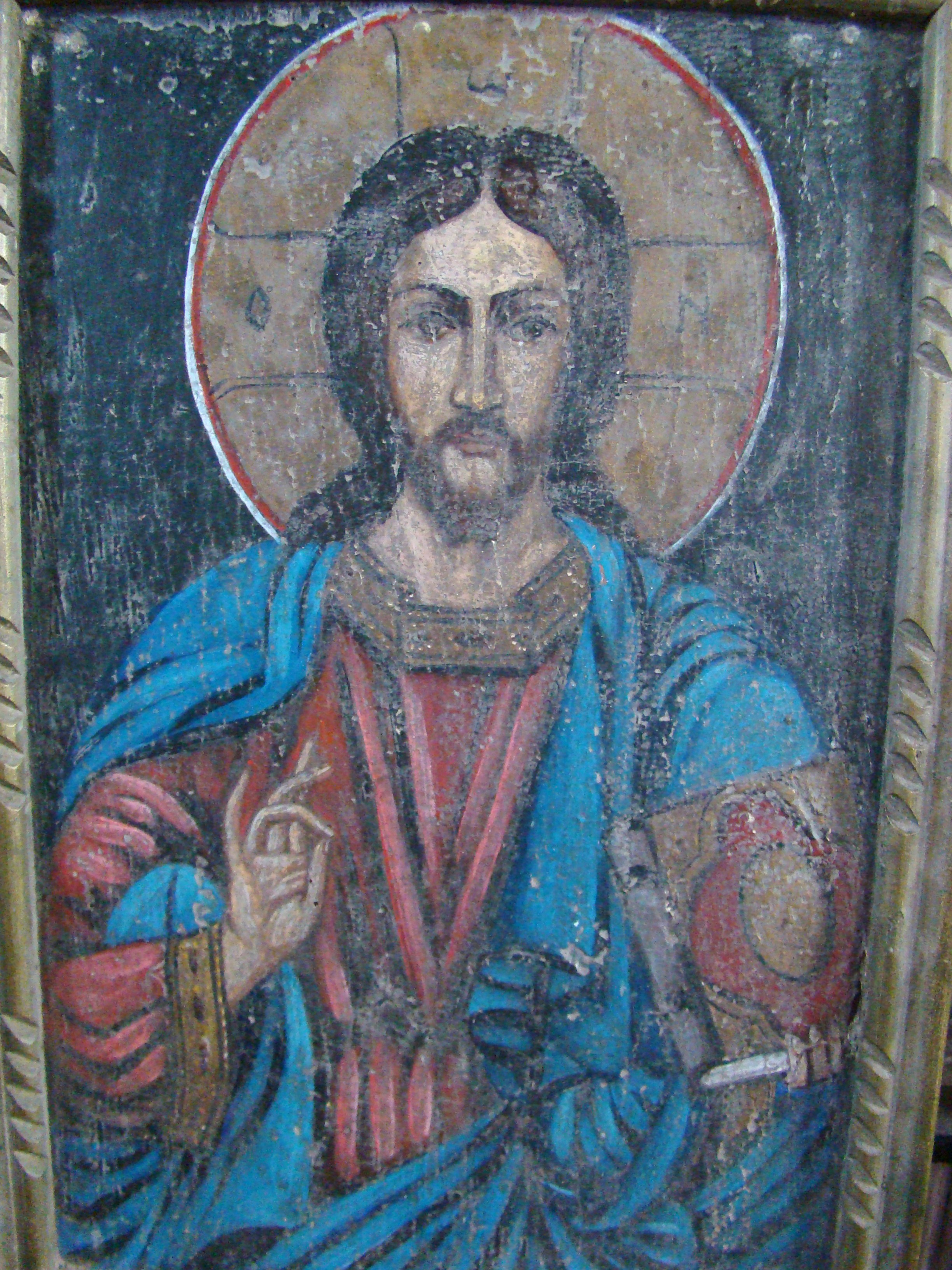
Deisis, icoană pe lemn moștenită de la ctitoria de lemn anterioară

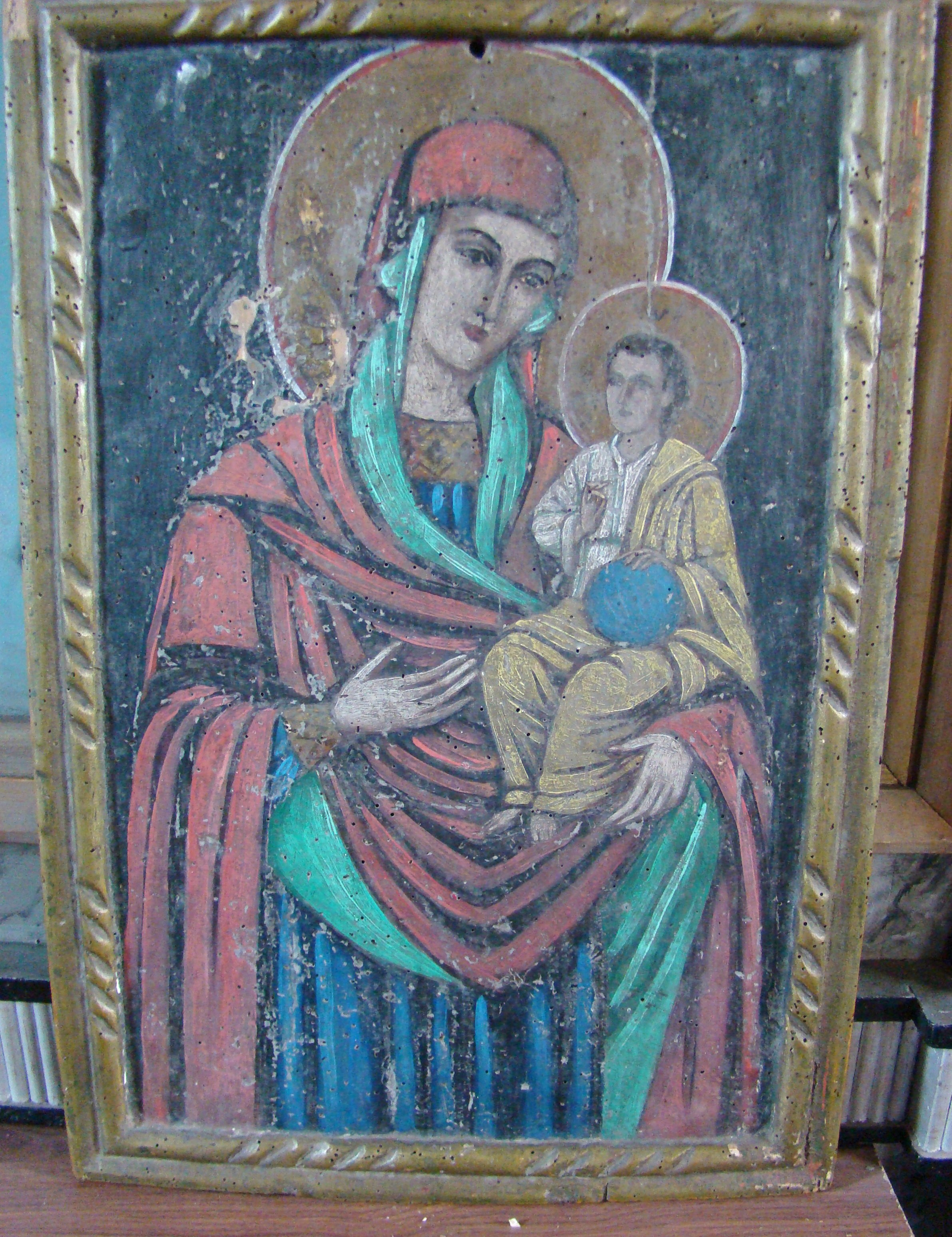
Maica Domnului cu Pruncul, icoană pe lemn moștenită de la ctitoria de lemn anterioară

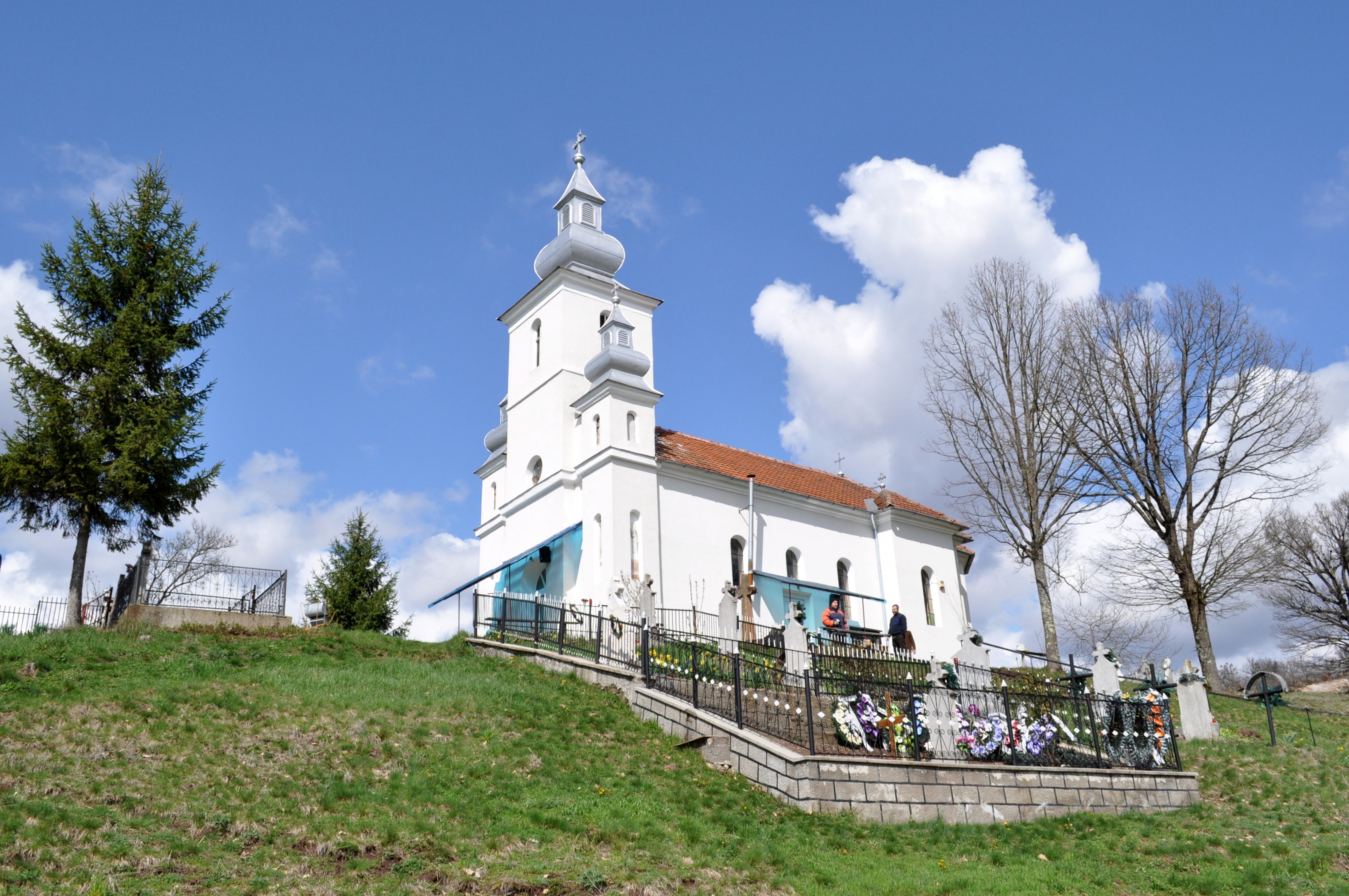
Biserica în vârf de deal

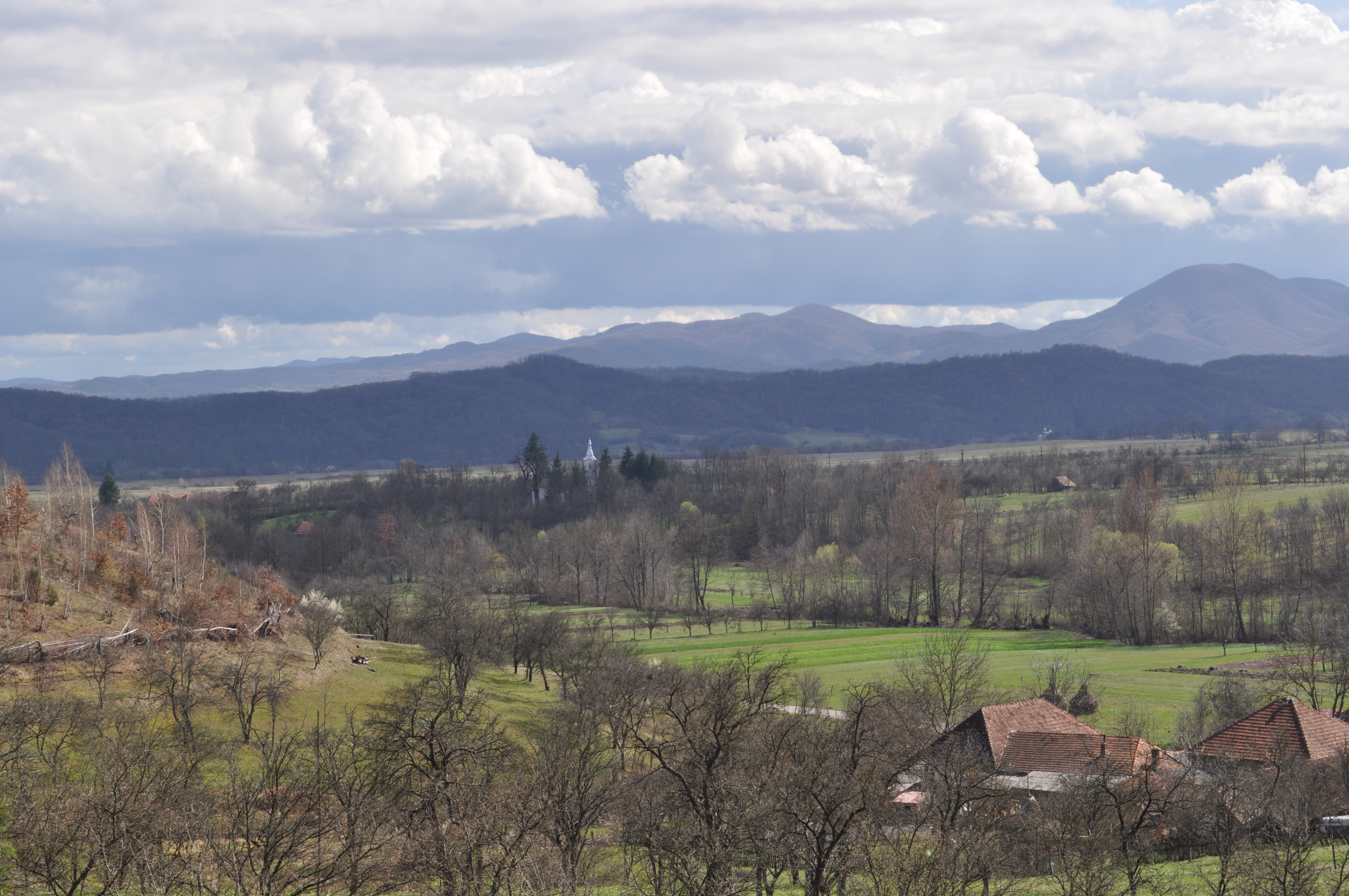
Împrejurimi

Biserica „Sfântul Ierarh Nicolae” din Obârșa, comuna Tomești, județul Hunedoara a fost construită în anul 1944 pe locul unei biserici de lemn mai vechi. Figurează pe lista monumentelor istorice 2010, cod LMI HD-II-m-B-03372.

## Istoric și trăsături
Pe o colină abruptă din satul Obârșa se înalță biserica "Sfântul Ierarh Nicolae", construită între anii 1944 și 1946, în timpul păstoririi preotului David Tămaș, pe locul unei ctitorii de "lemn, nesfințită" (descriere făcută în 1755), din secolul al XVIII-lea, cu hramul "Adormirea Maicii Domnului", înregistrată în tabelele conscripțiilor din anii 1761-1762 și 1829-1831, precum și pe harta iosefină a Transilvaniei (1769-1733); de la aceasta a moștenit cinci icoane vechi, executate, în tehnica "tempera", de un artist anonim. Înfățișând aceeași planimetrie dreptunghiulară, des întâlnită în părțile zărăndene, anume un altar pentagonal decroșat, un naos cu doi umeri laterali rectangulari și o clopotniță centrală, încadrată de două turnulețe, toate beneficiind de coifuri ample, de factură barocă, lăcașul, acoperit cu țiglă, a fost împodobit iconografic în anii 1946-1947, de Ileana Hui din Arad; târnosirea s-a făcut în 1947. Biserica este înscrisă pe lista monumentelor istorice românești (HD-II-m-B-03372). 

## Imagini din exterior

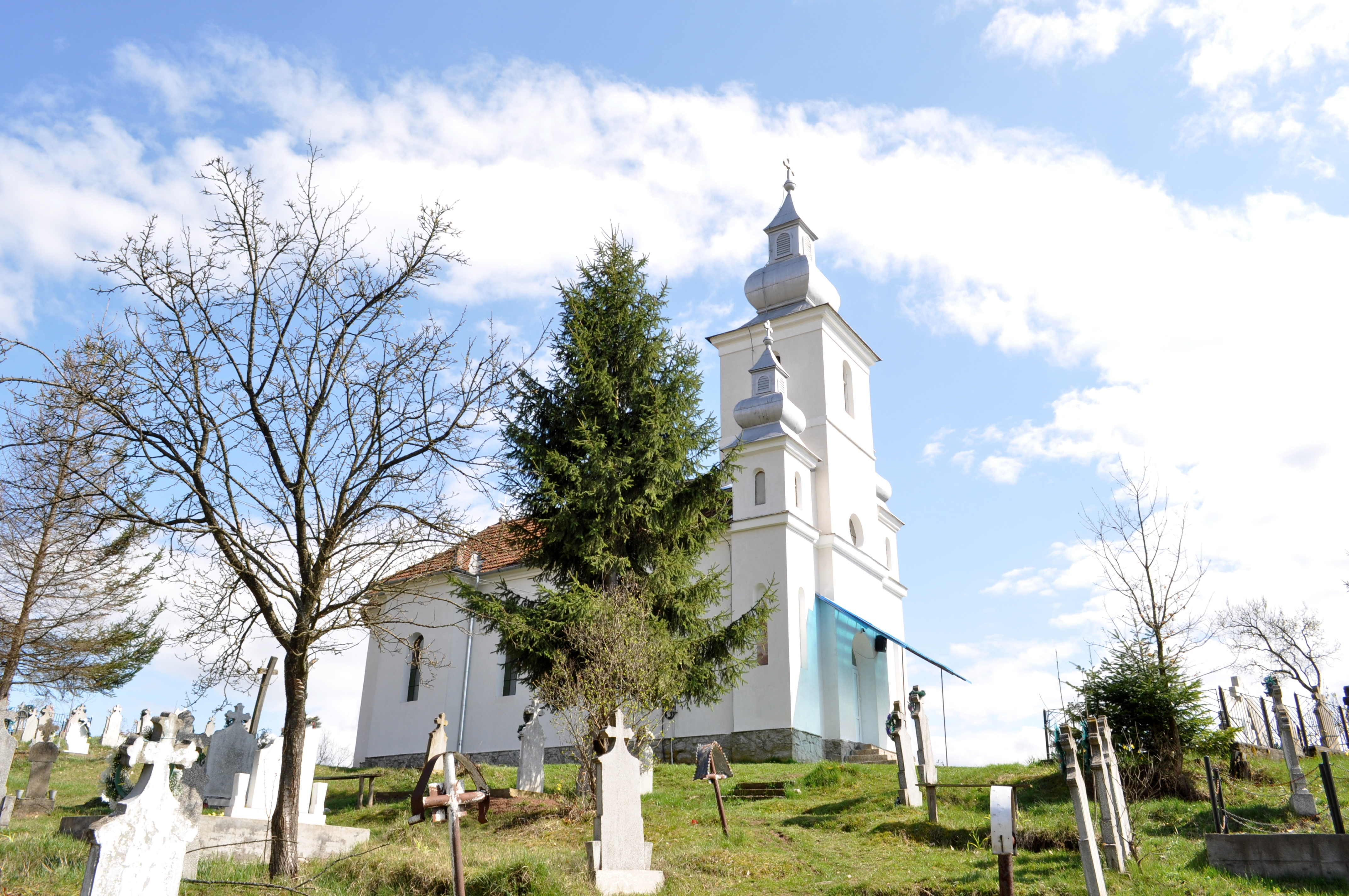
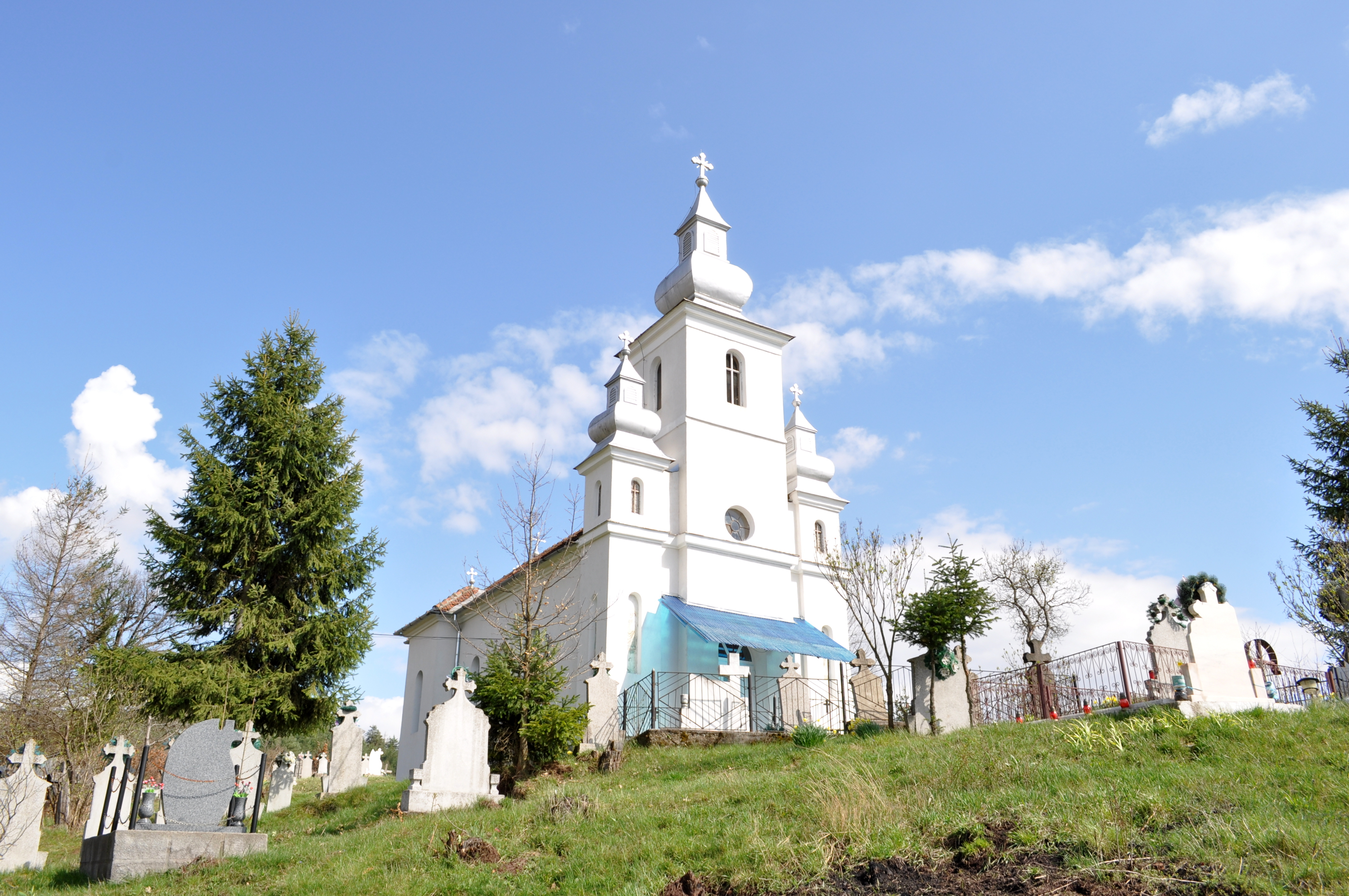
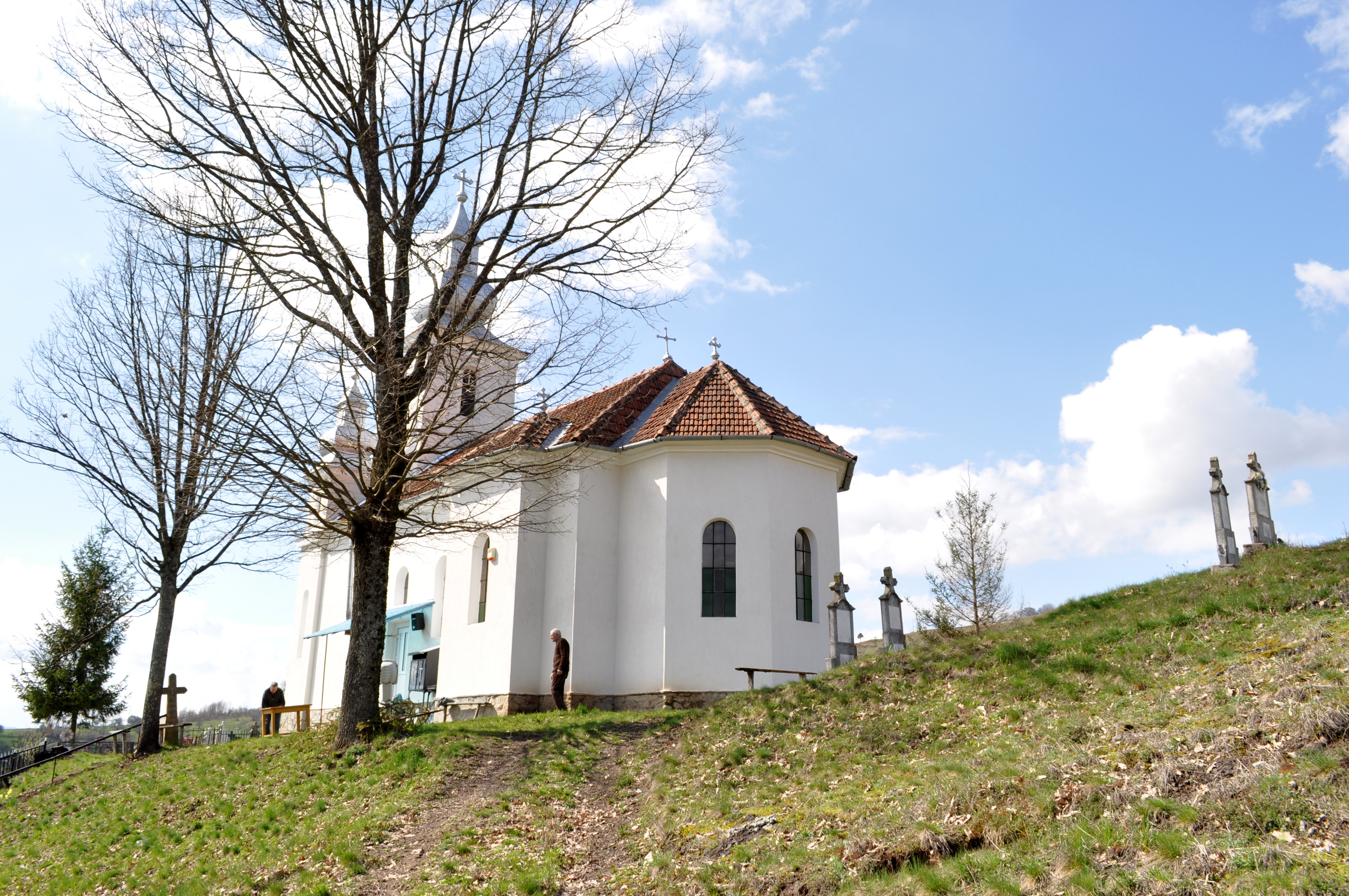
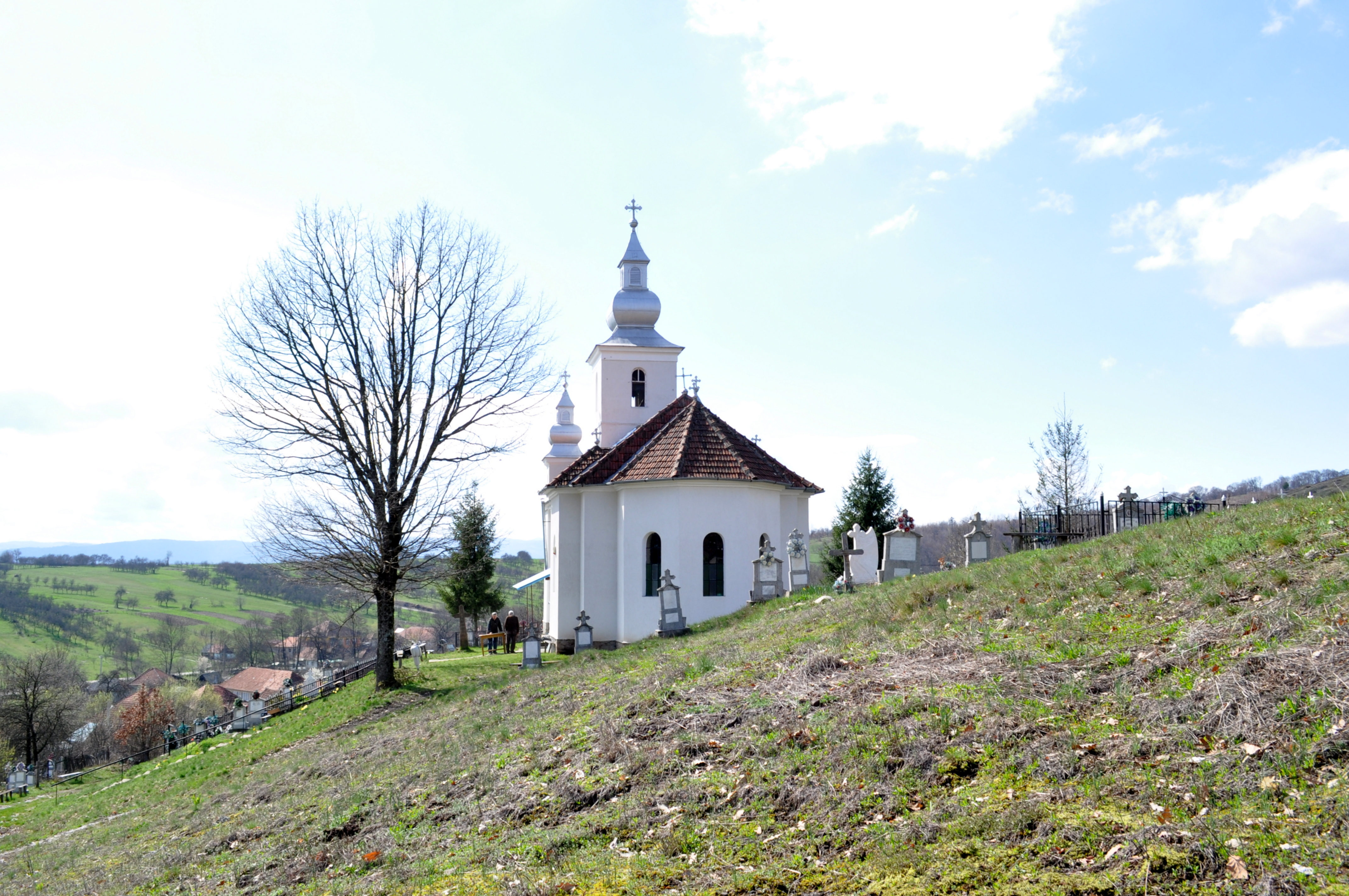
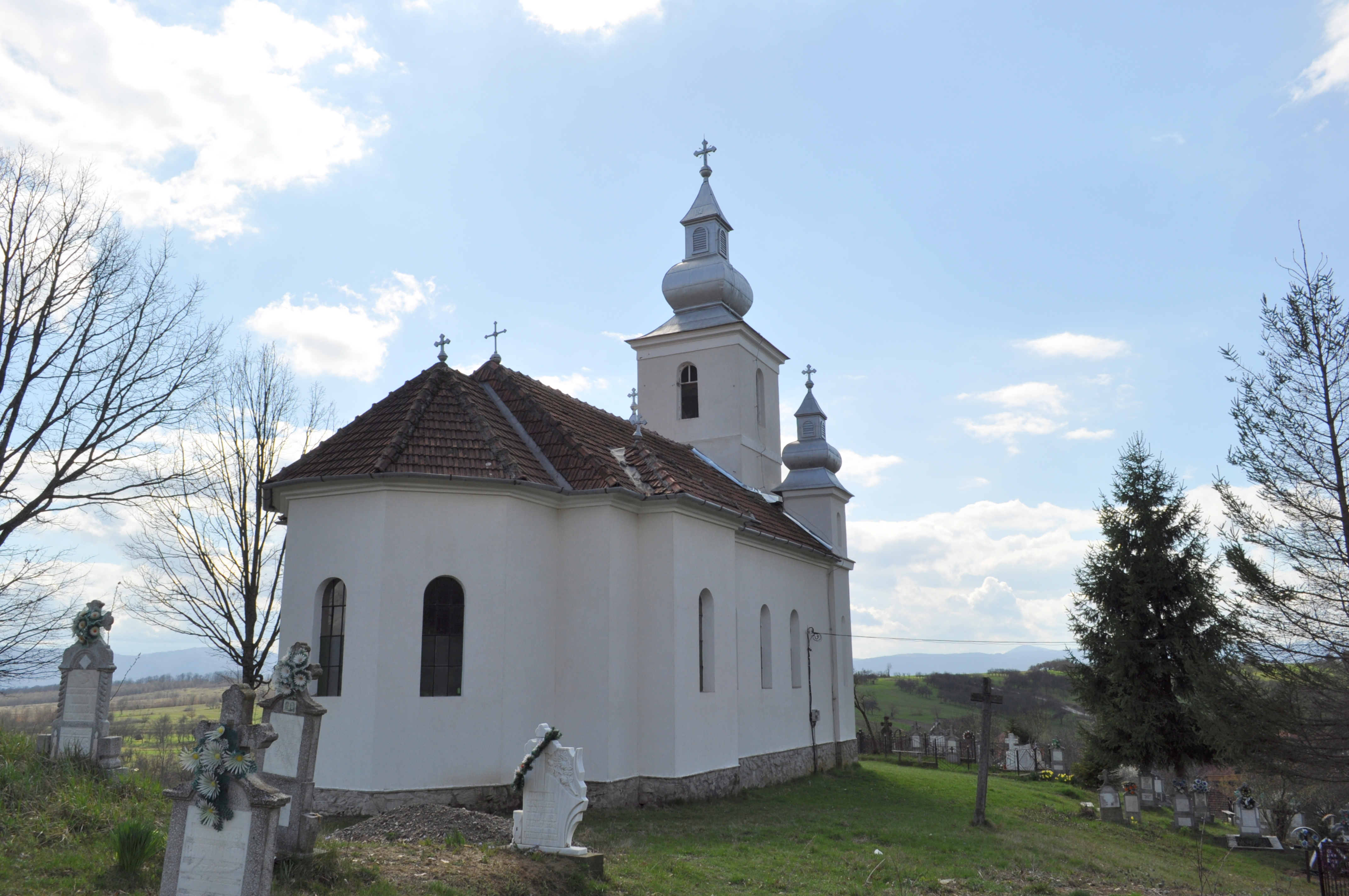
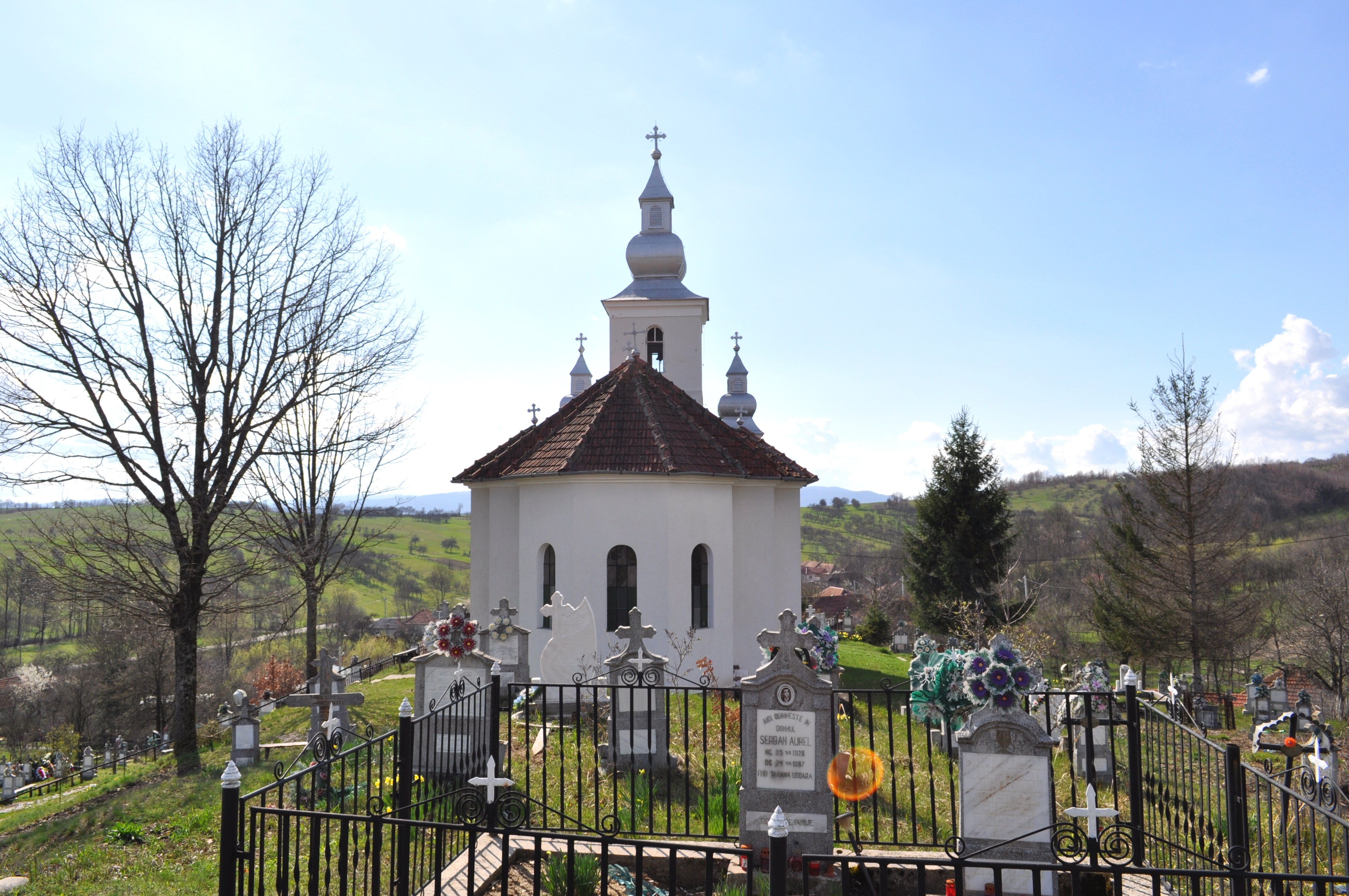
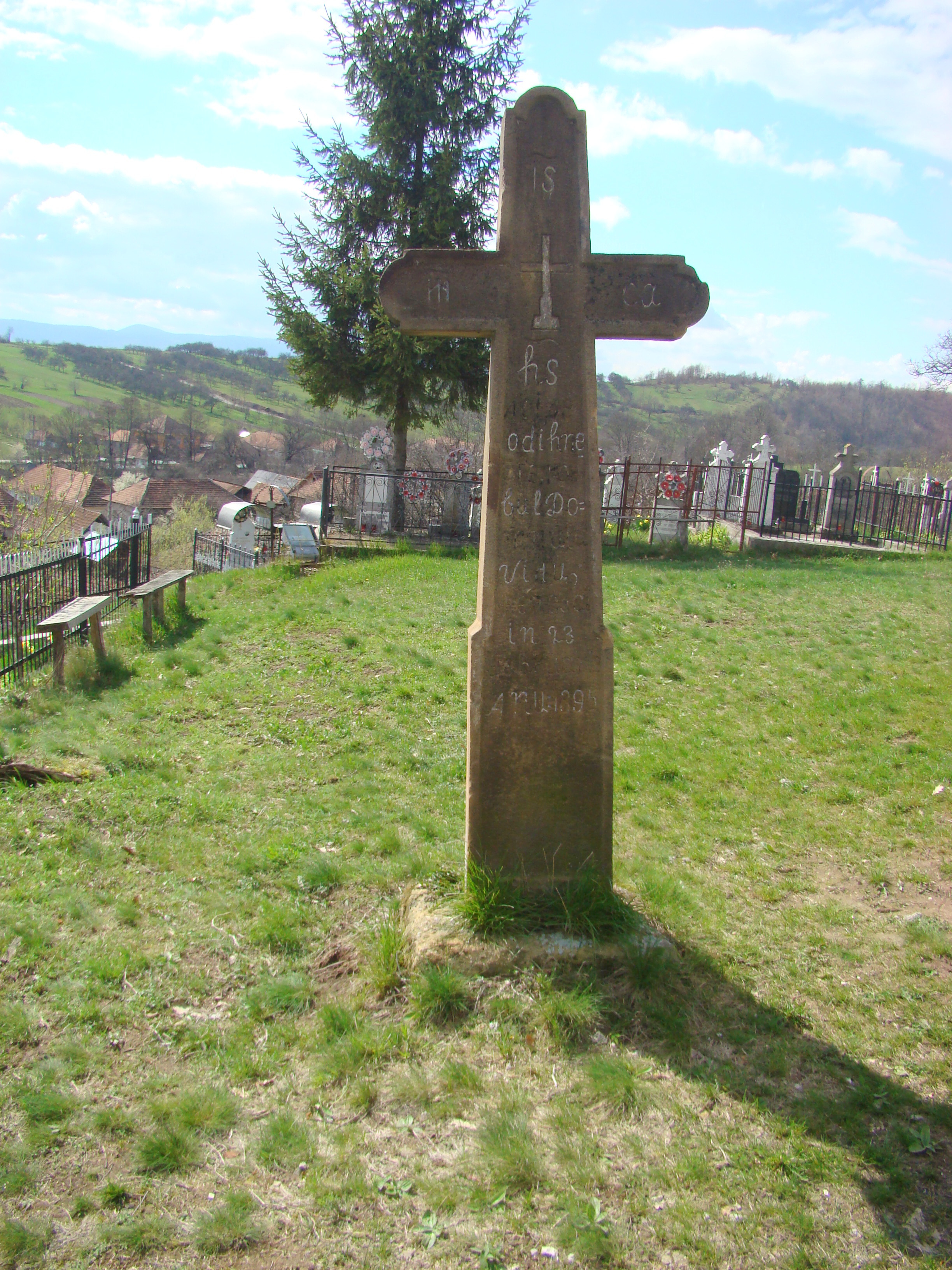
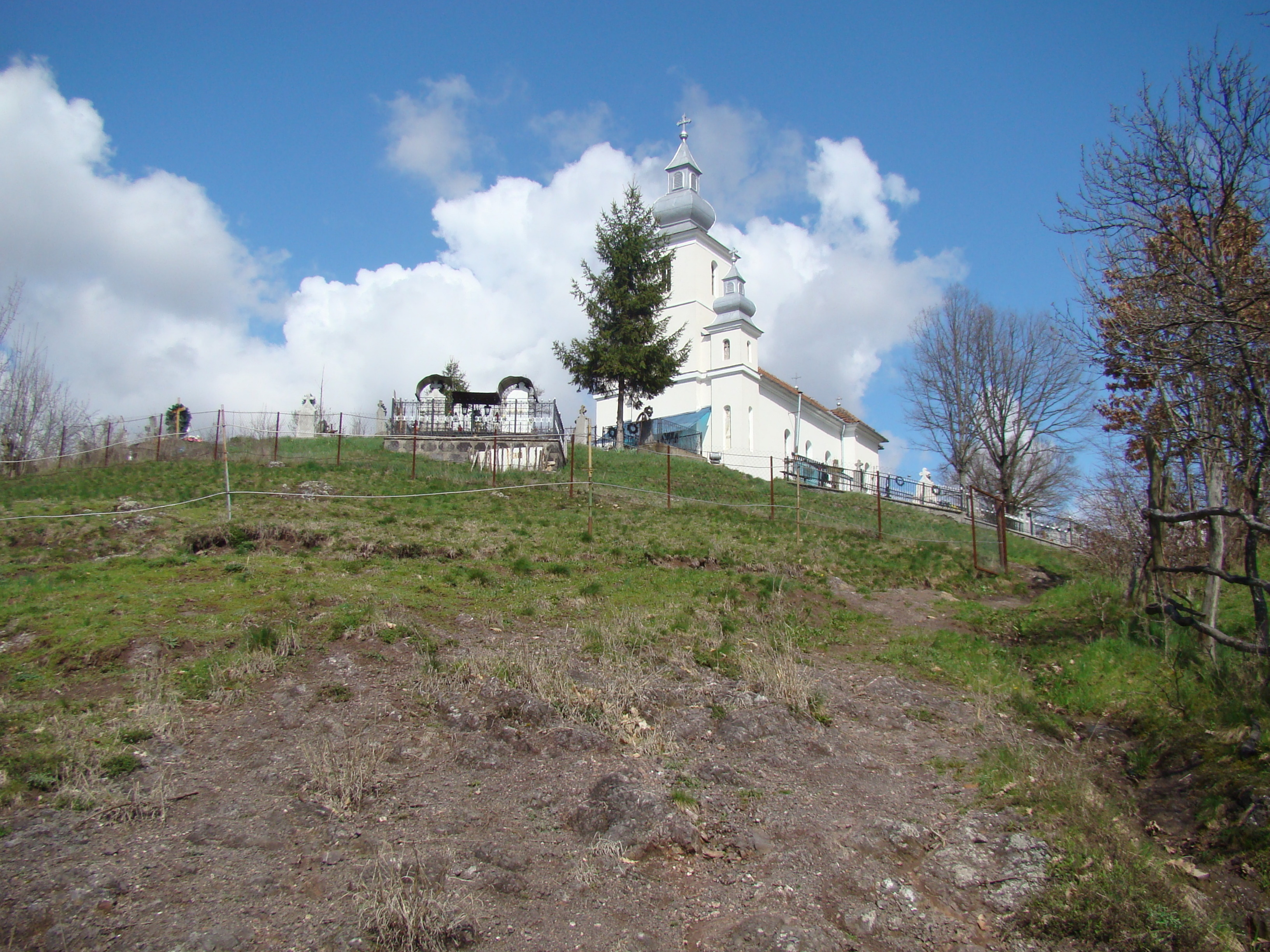

## Imagini din interior

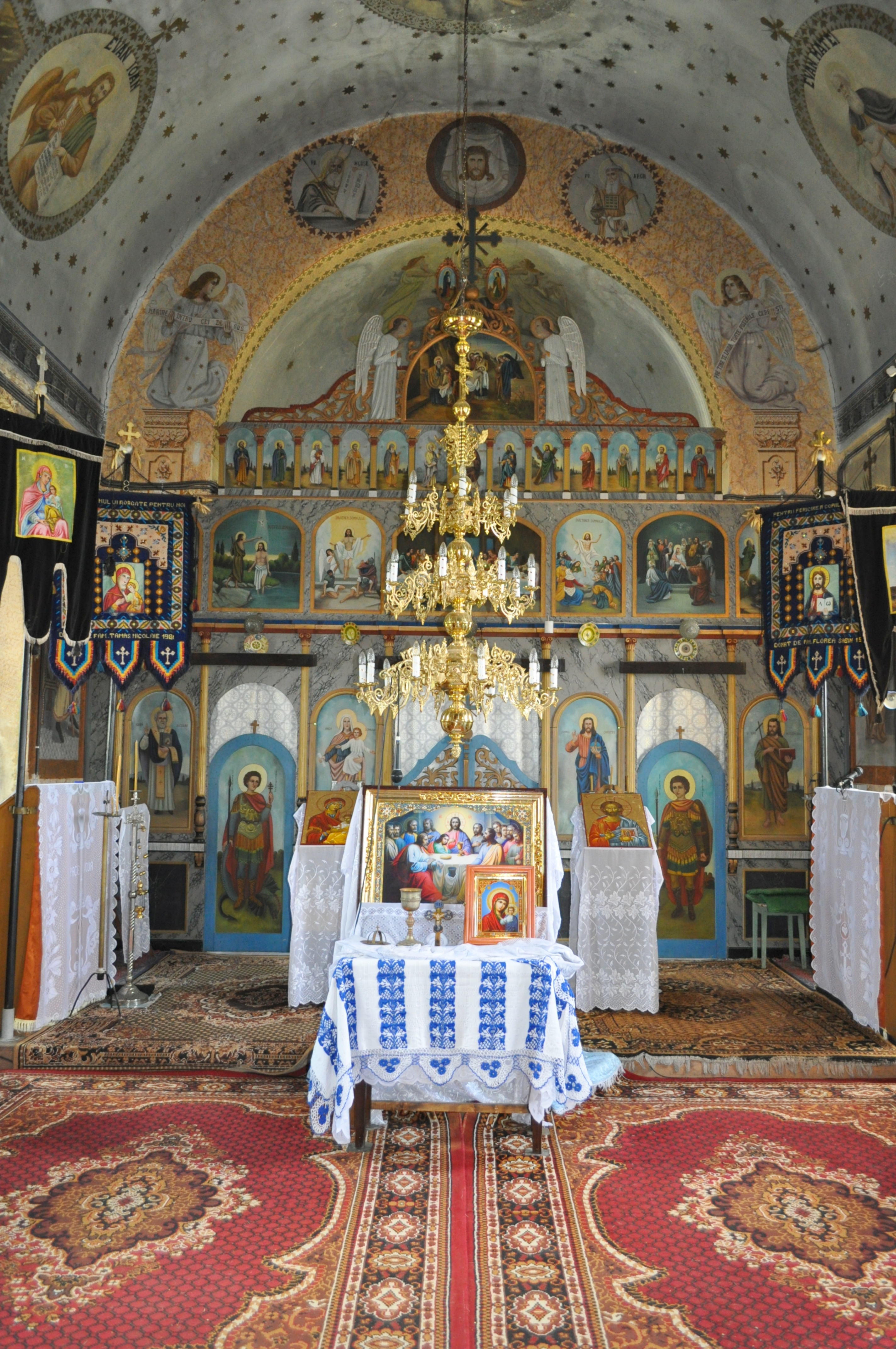
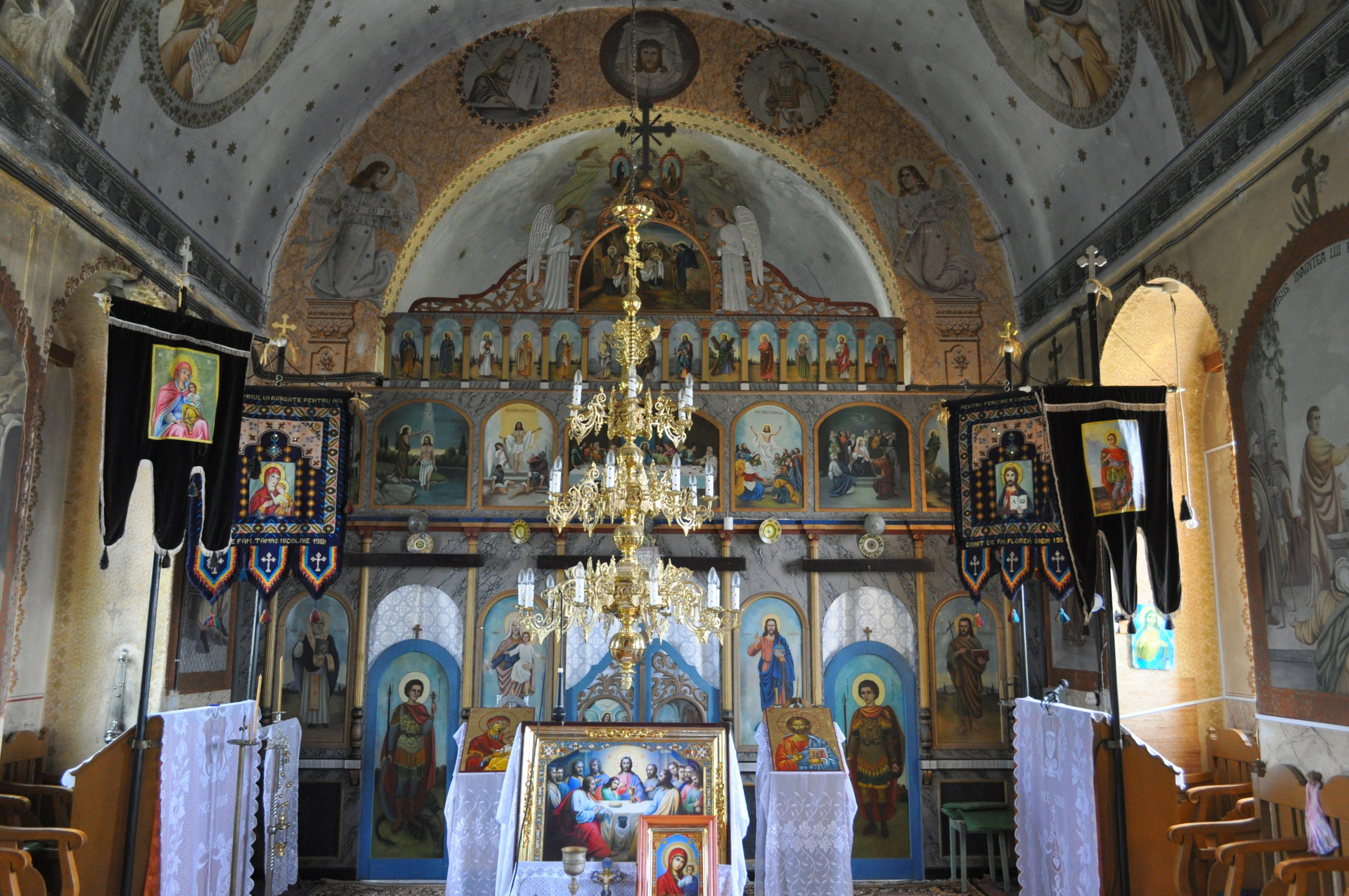
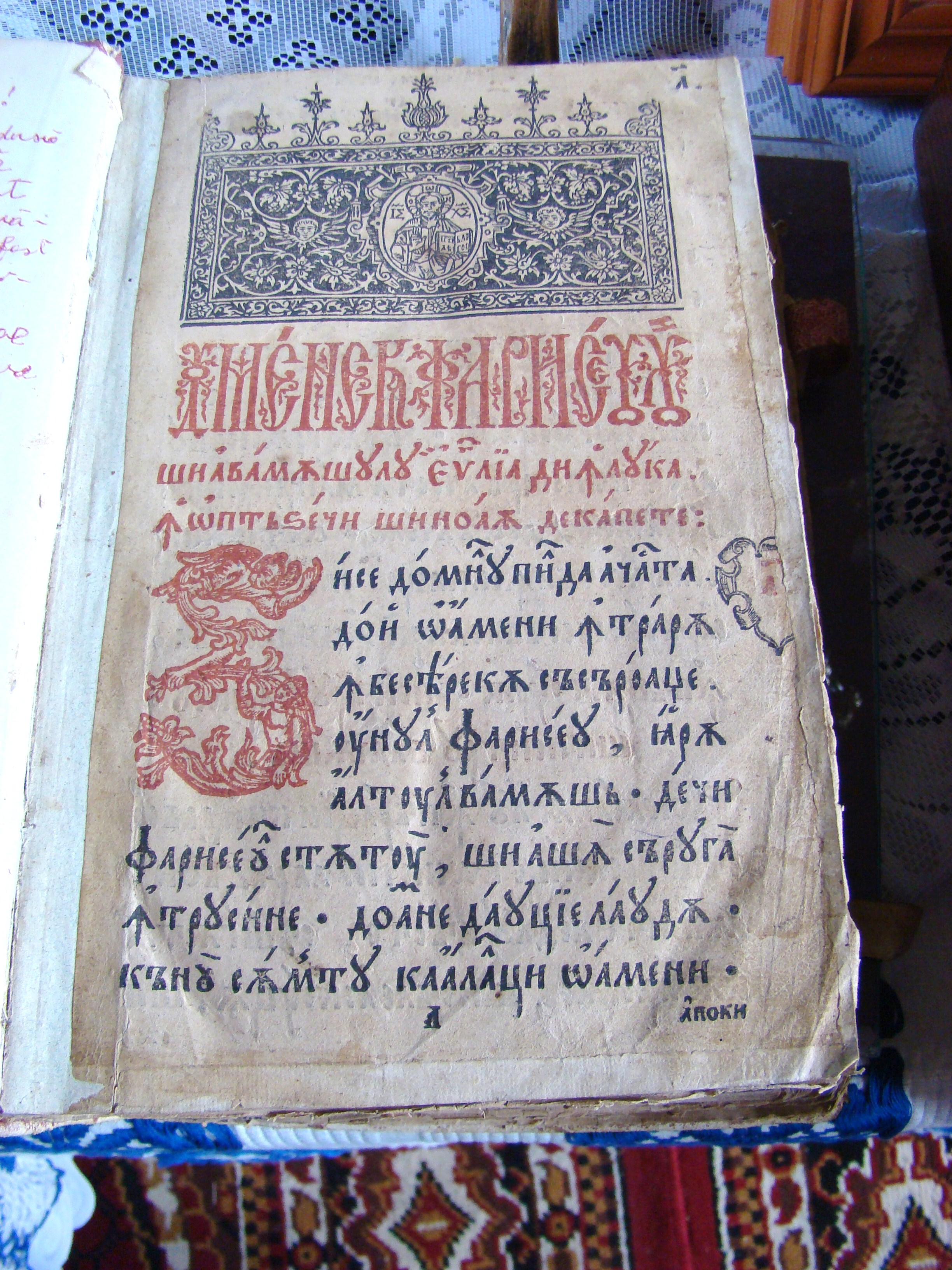
Cazania lui Varlaam
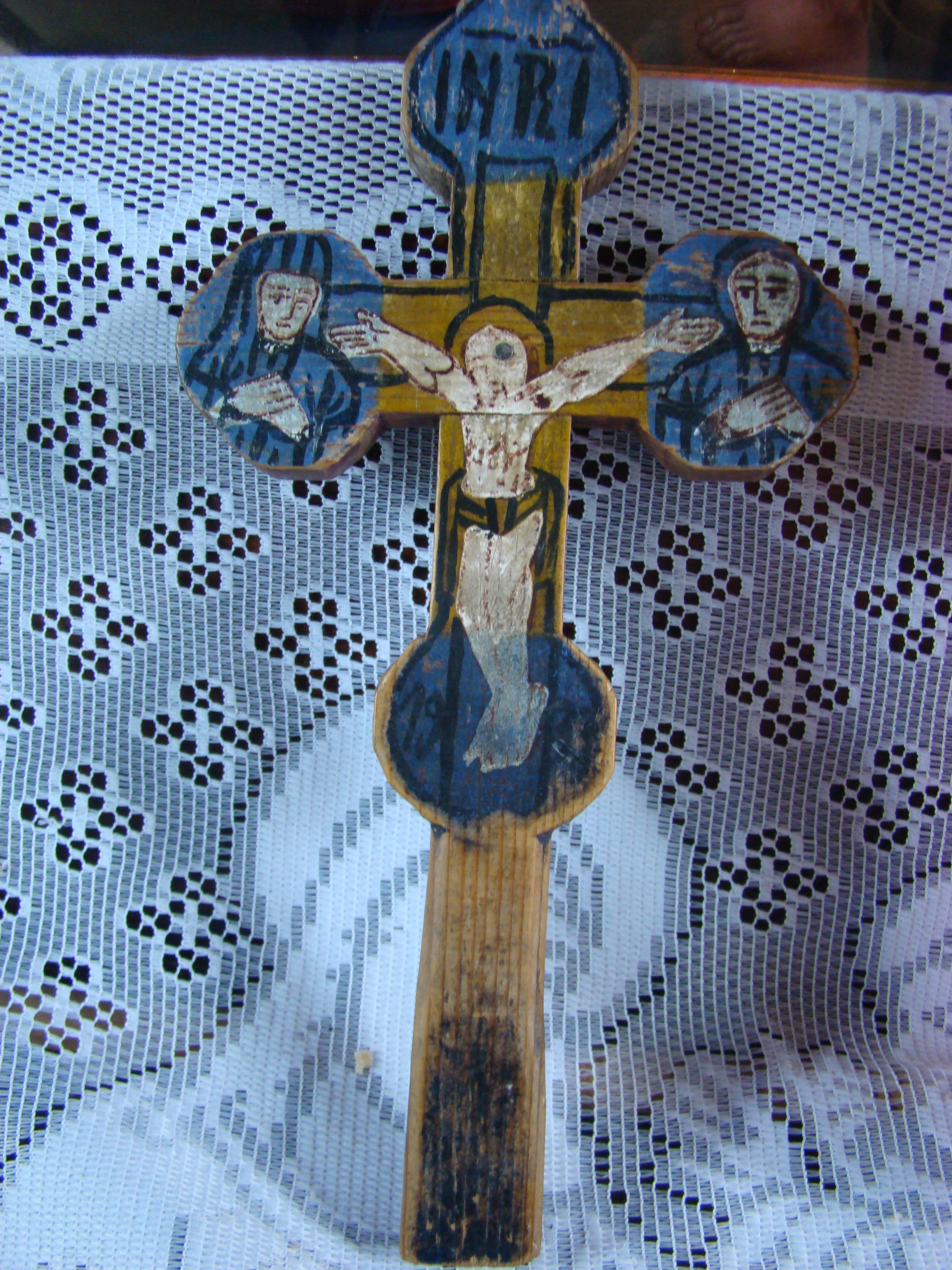
Cruce veche de lemn pictată
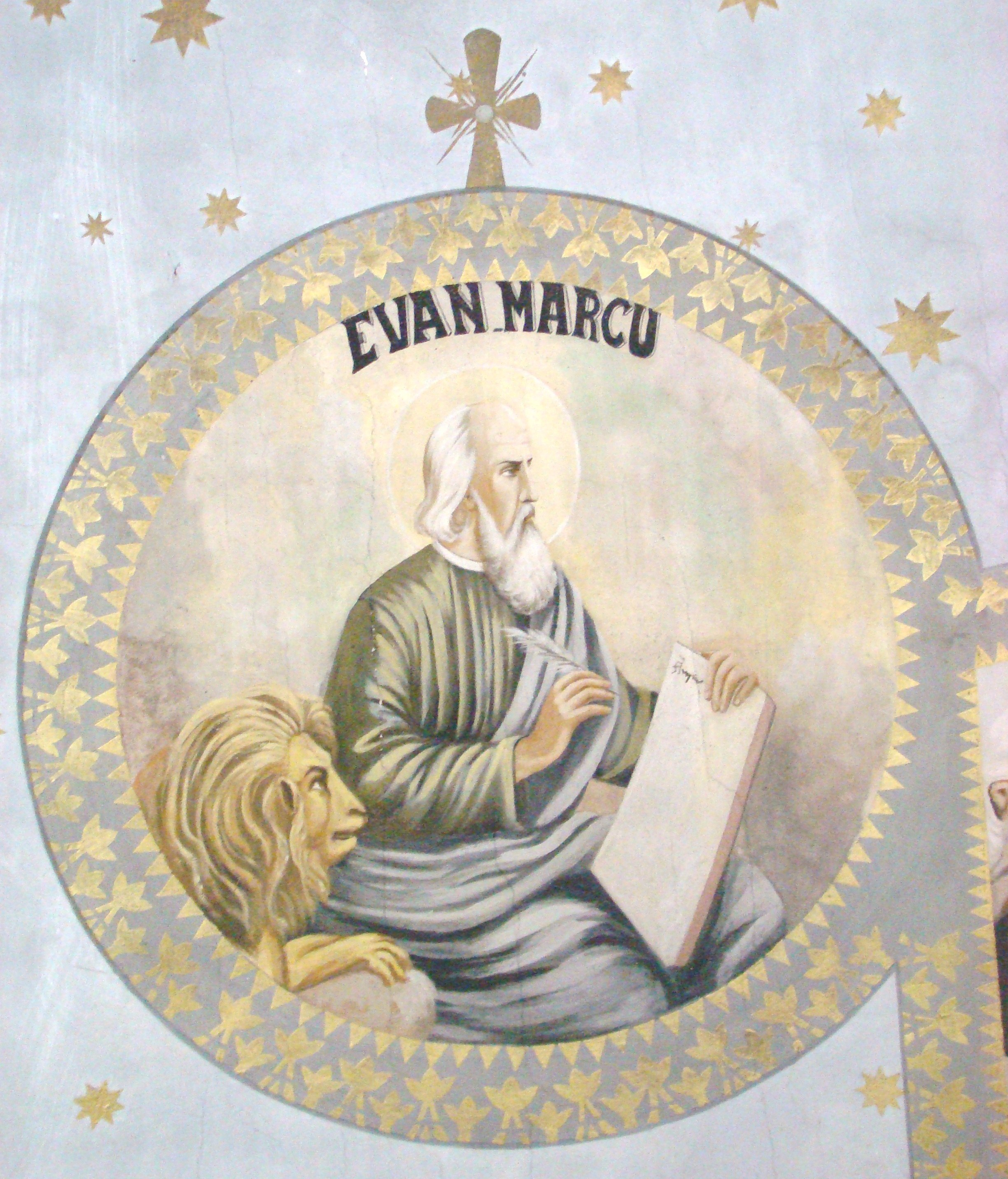
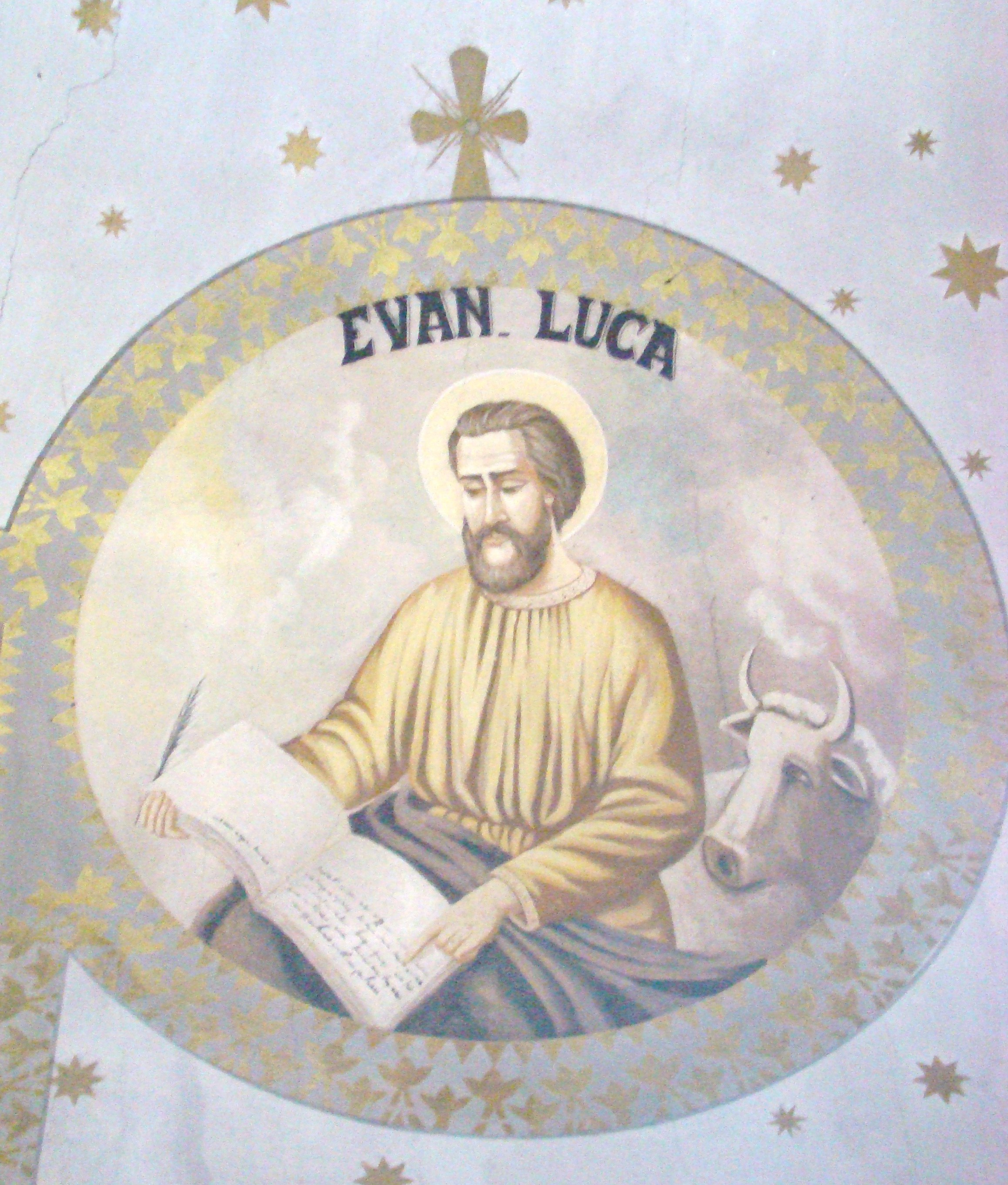
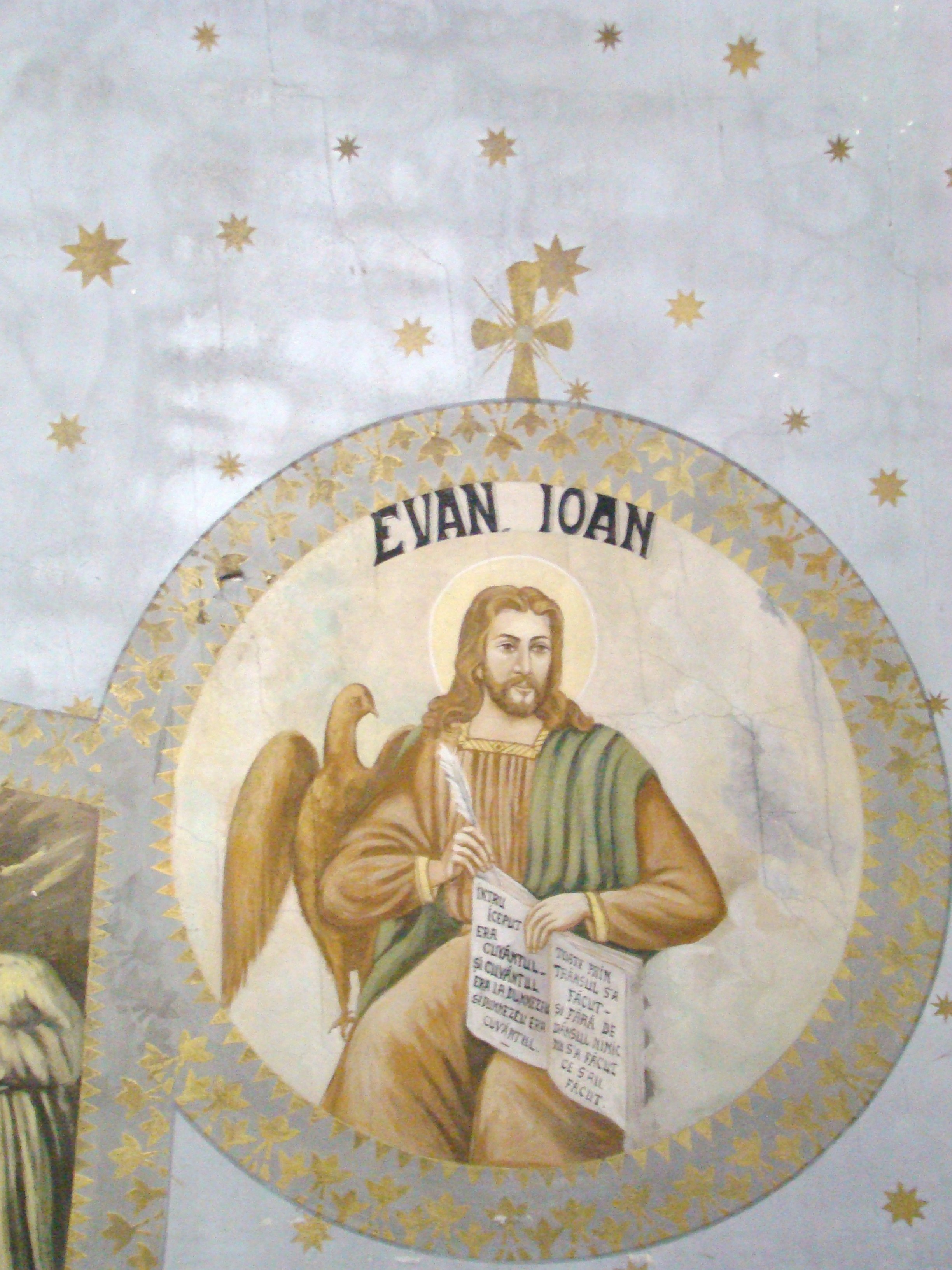
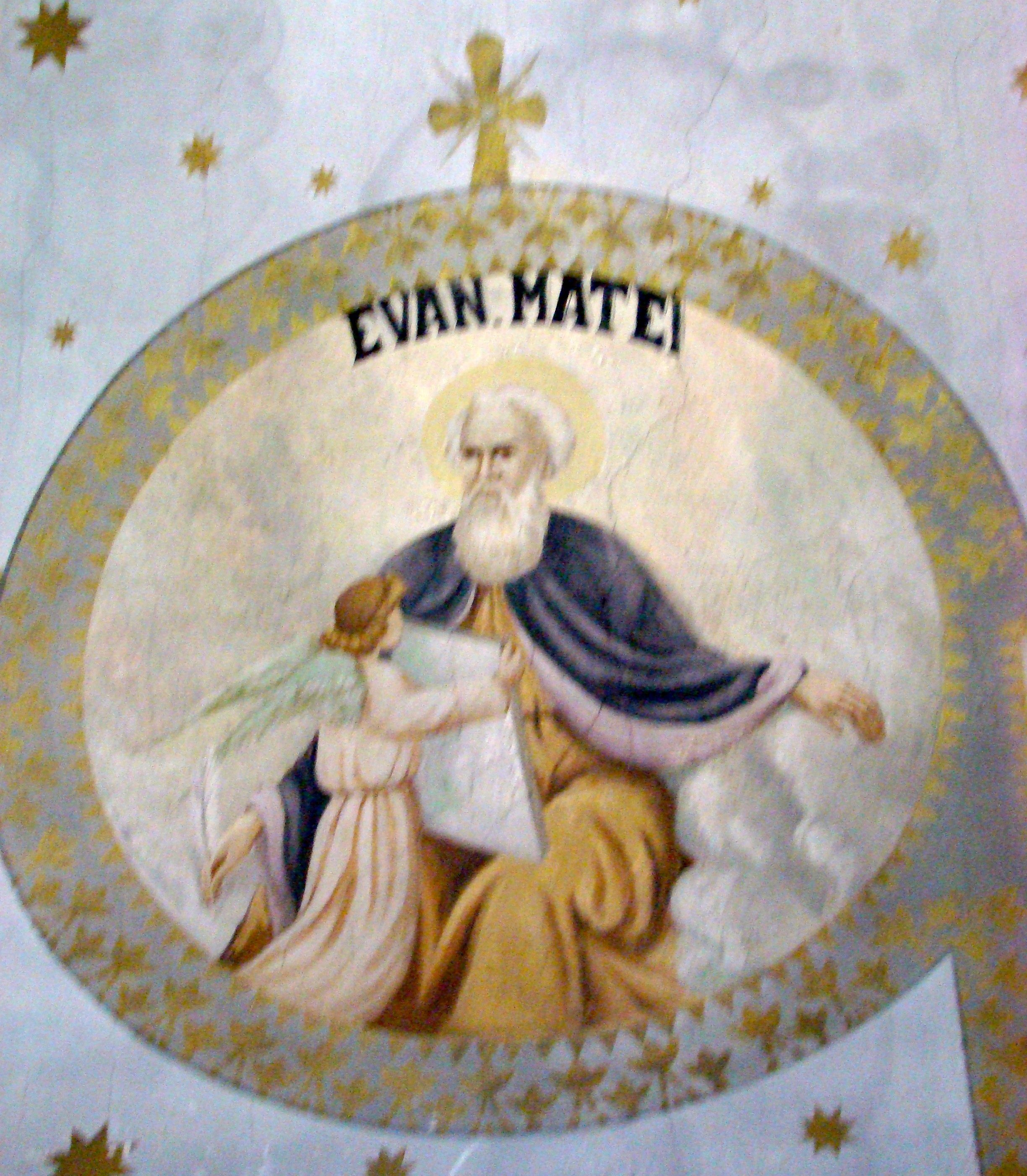
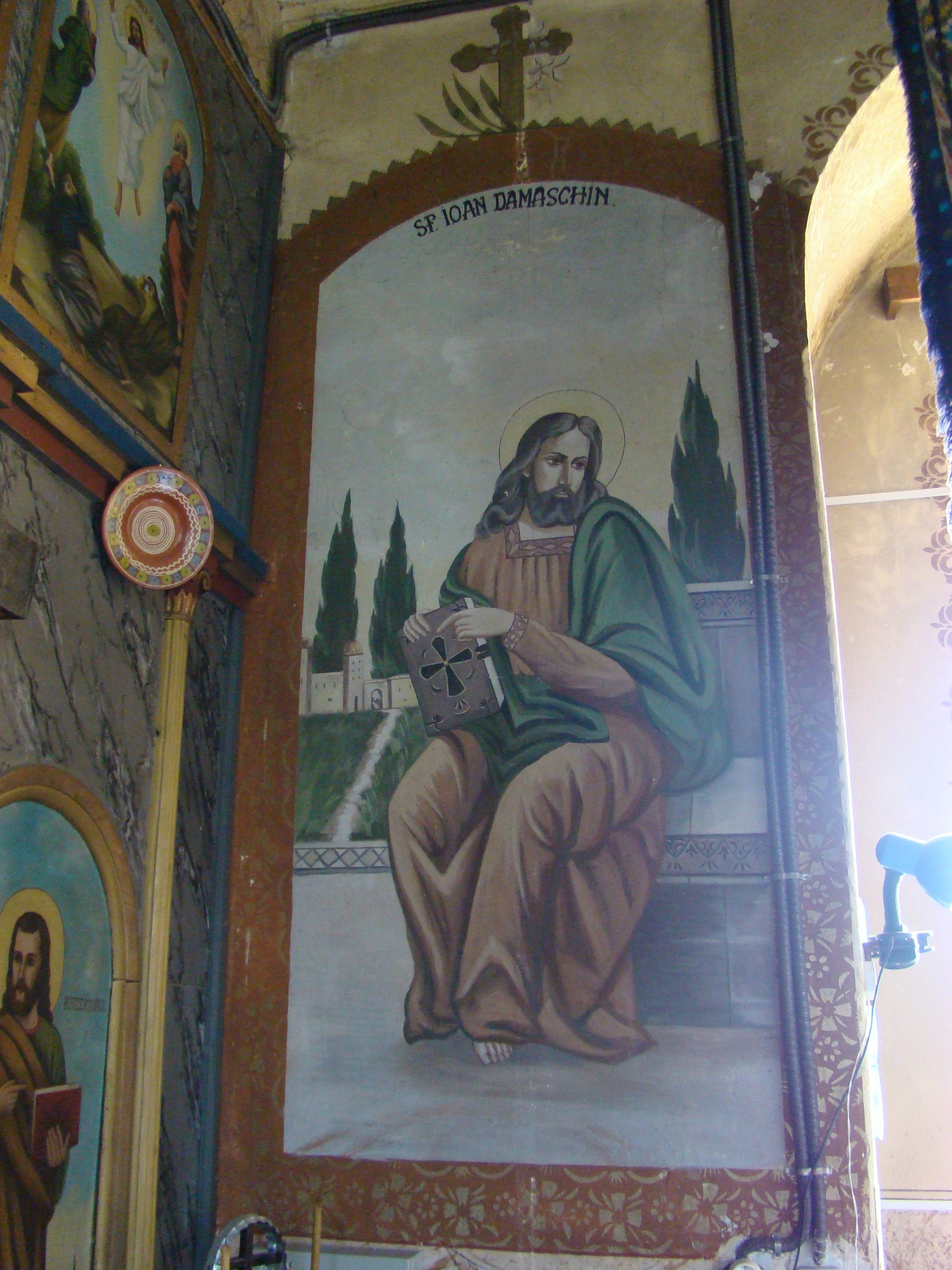
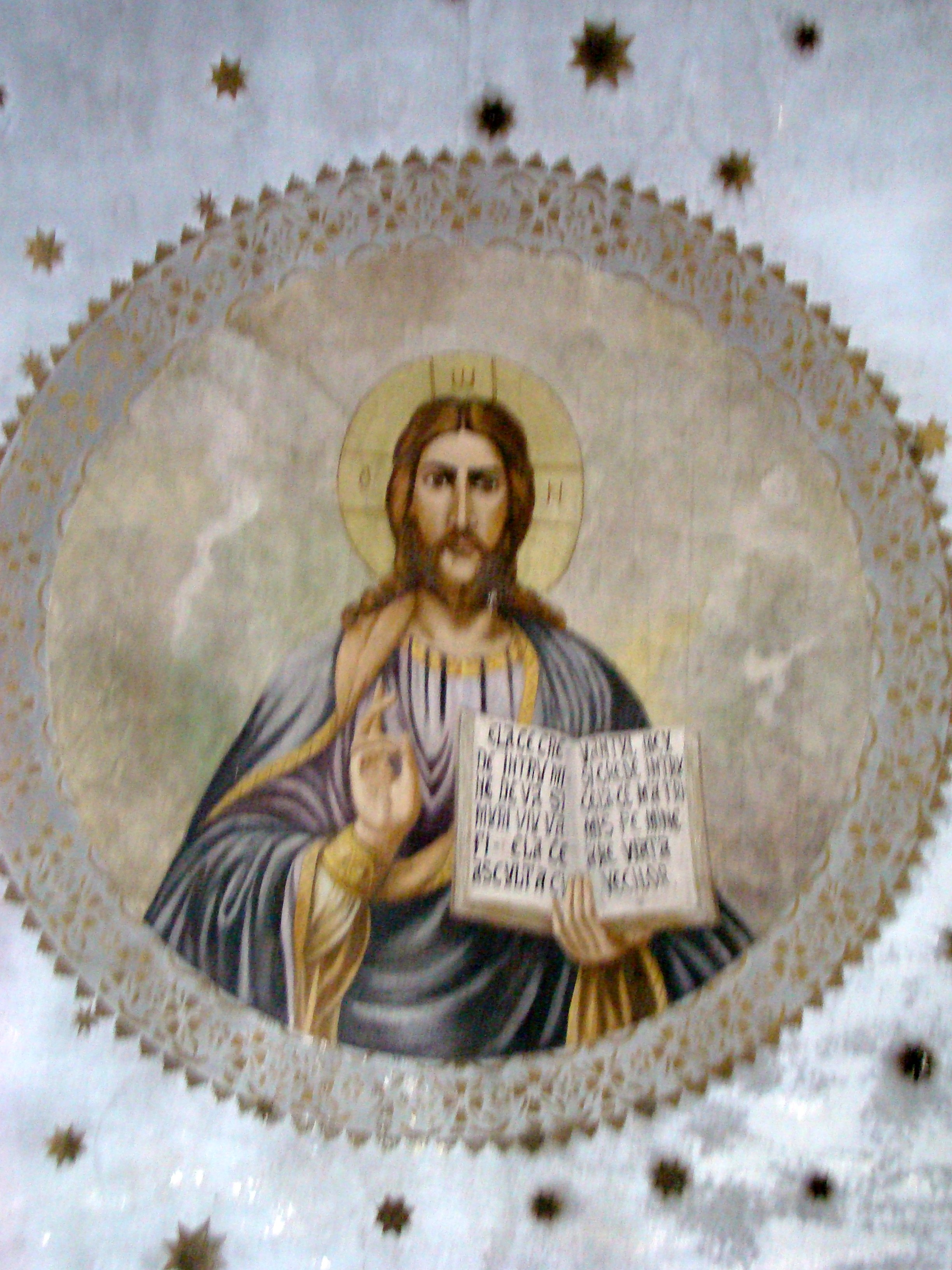
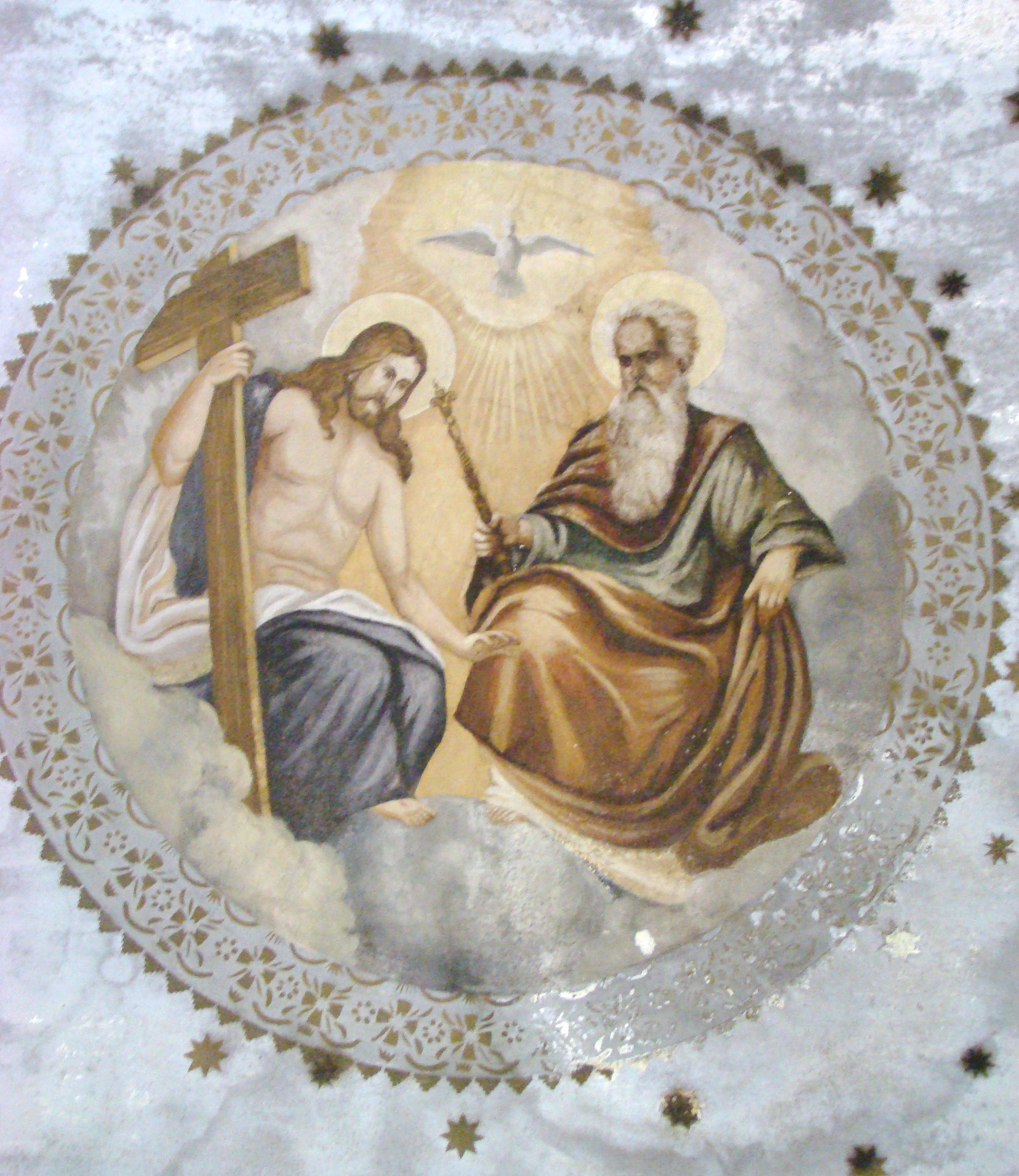
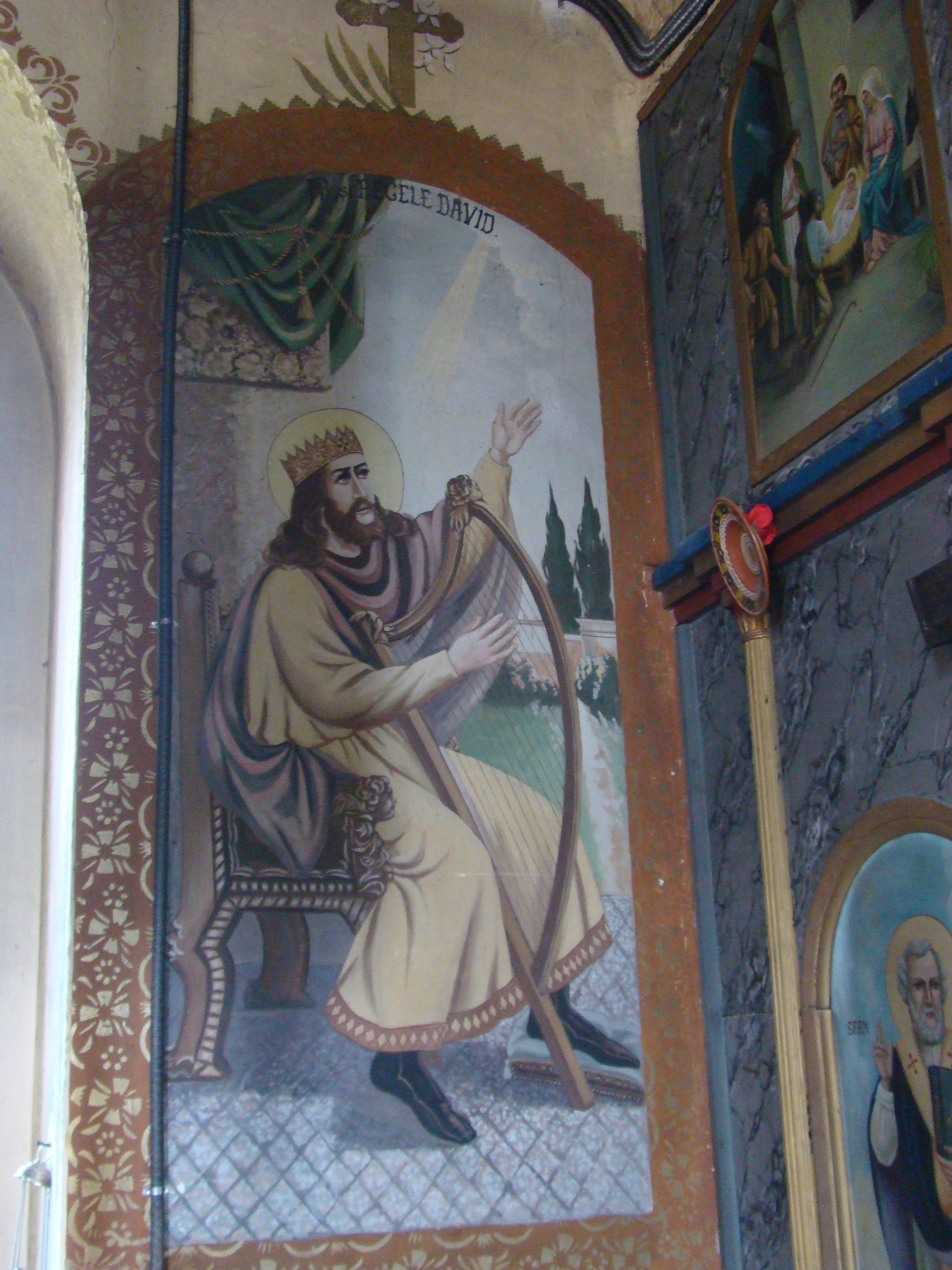
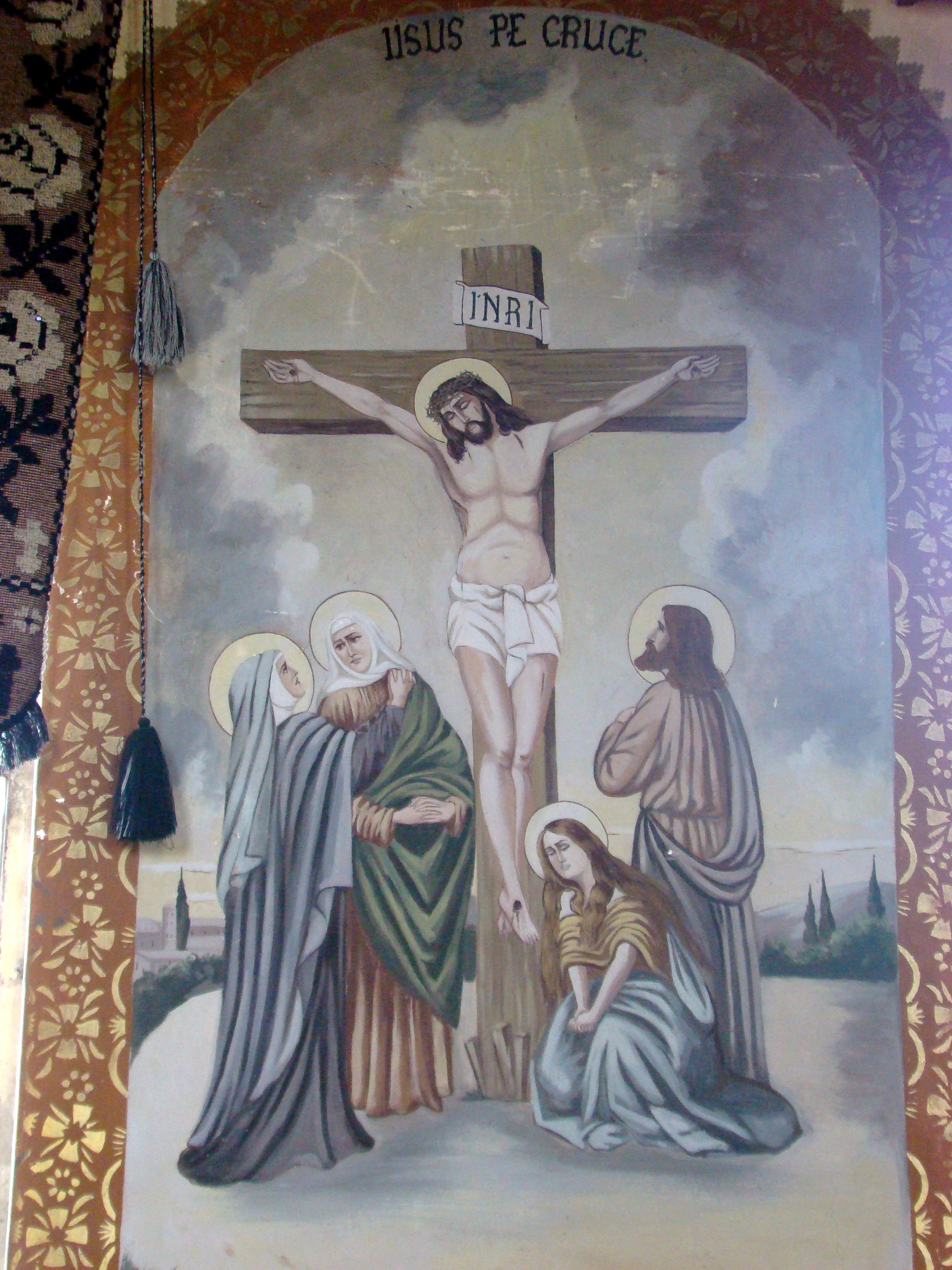
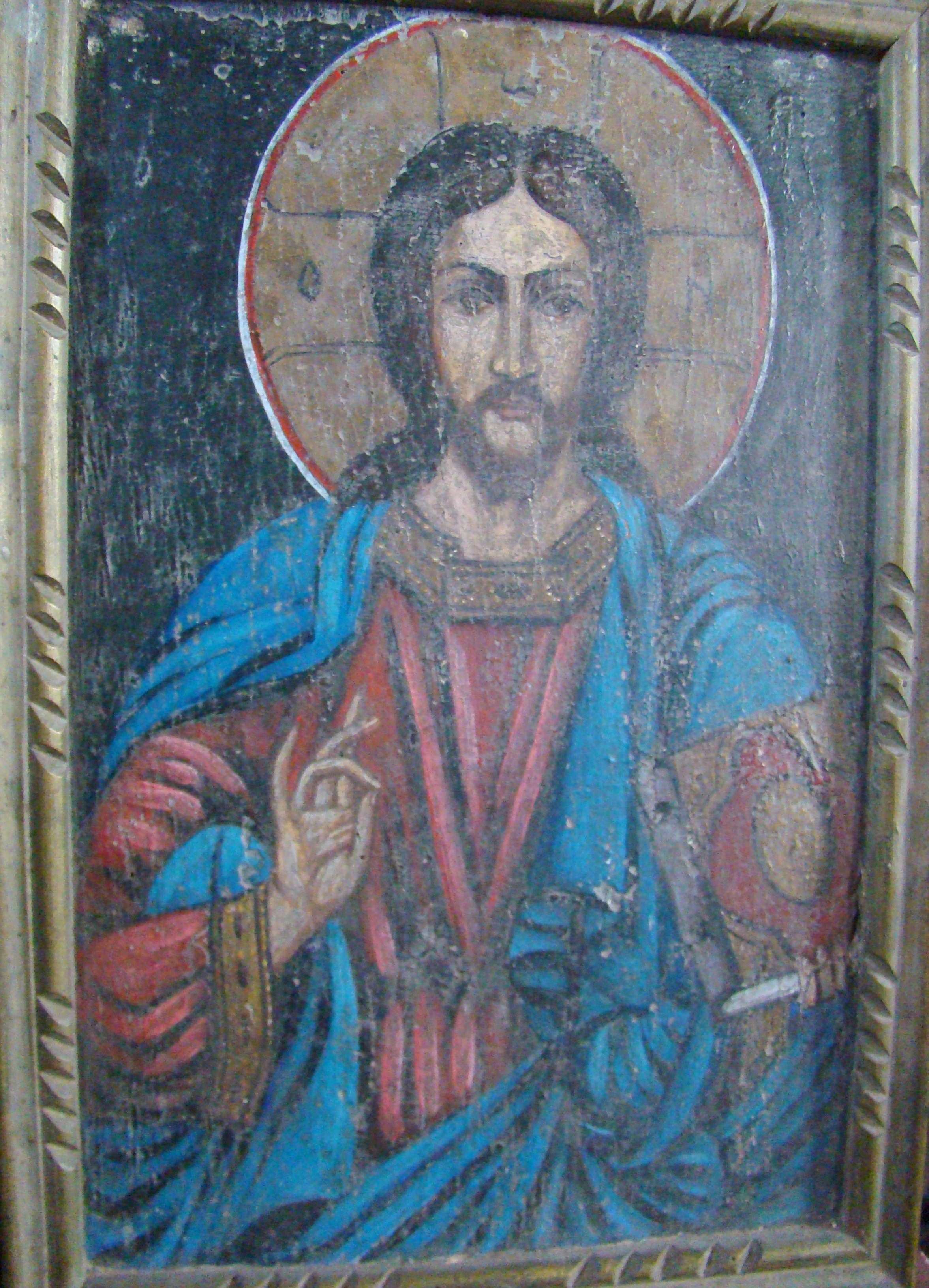
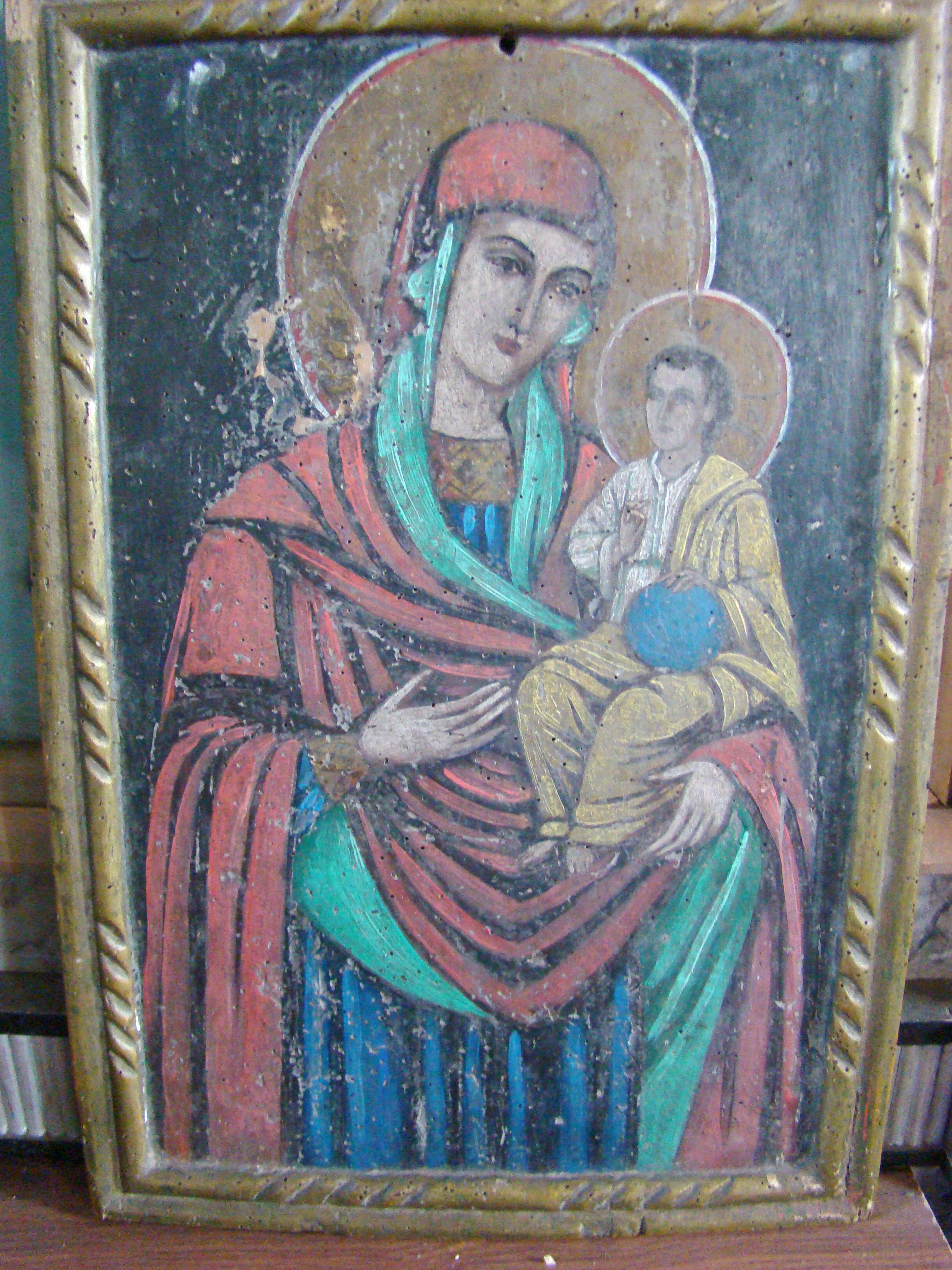
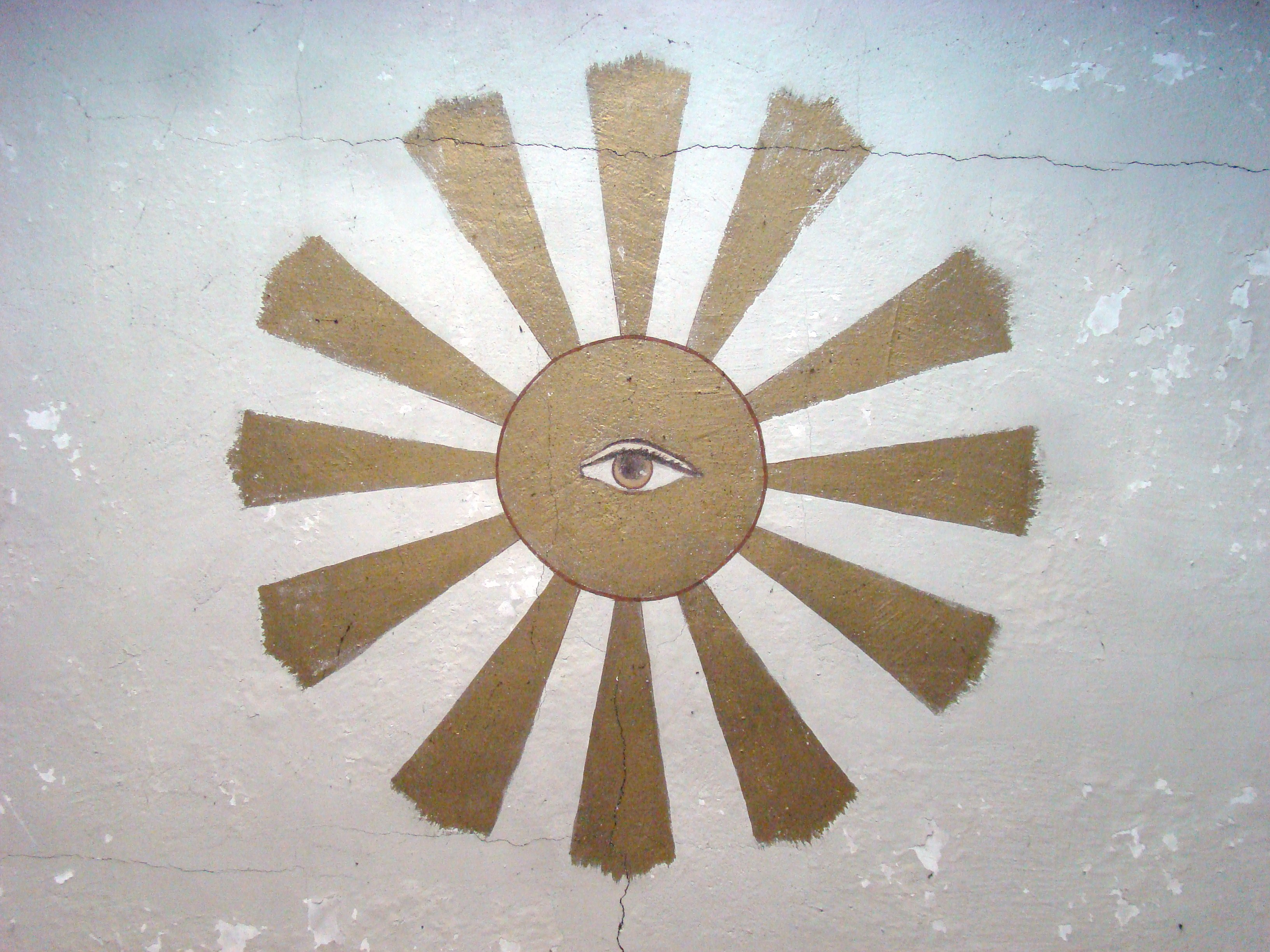
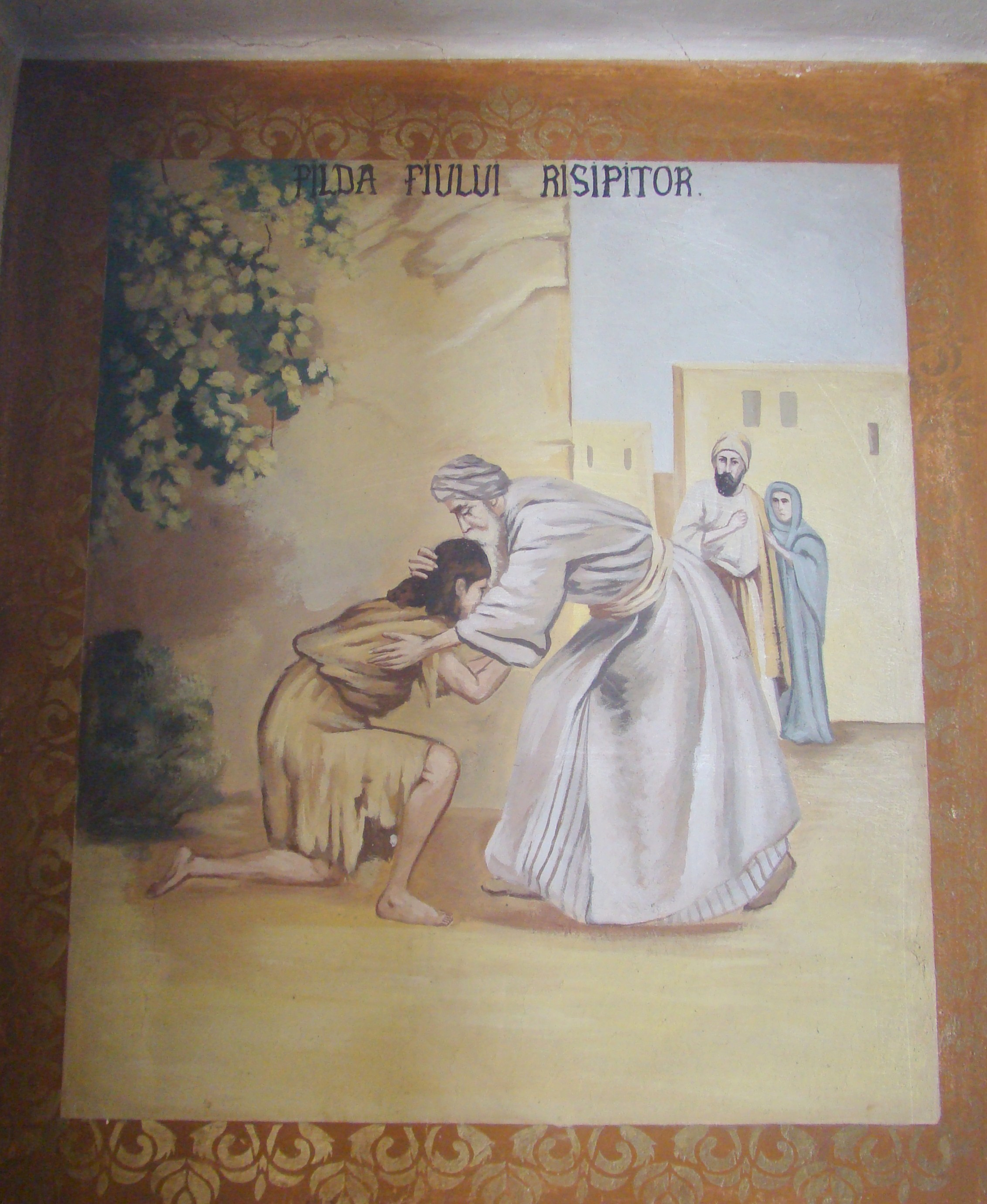
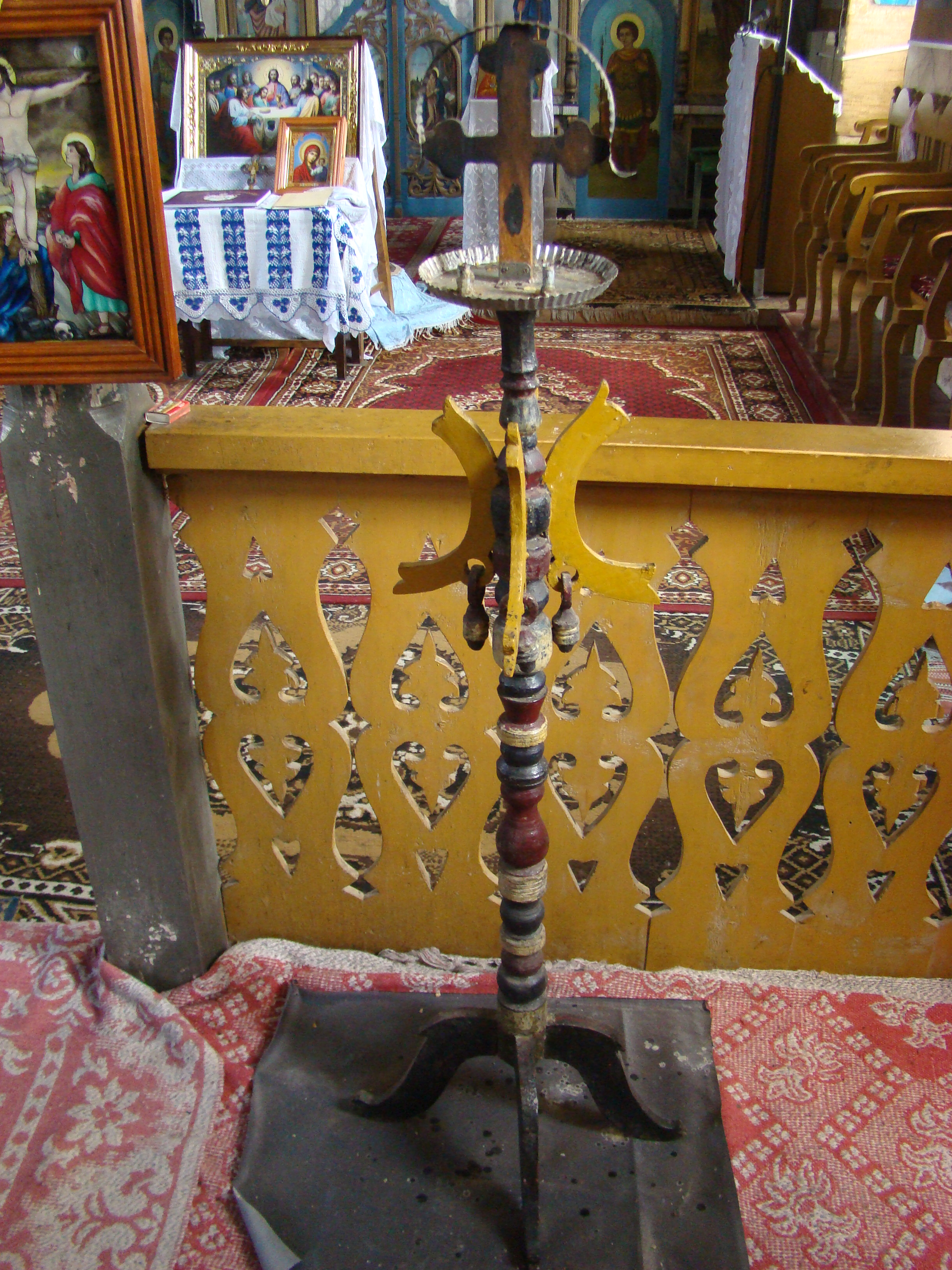
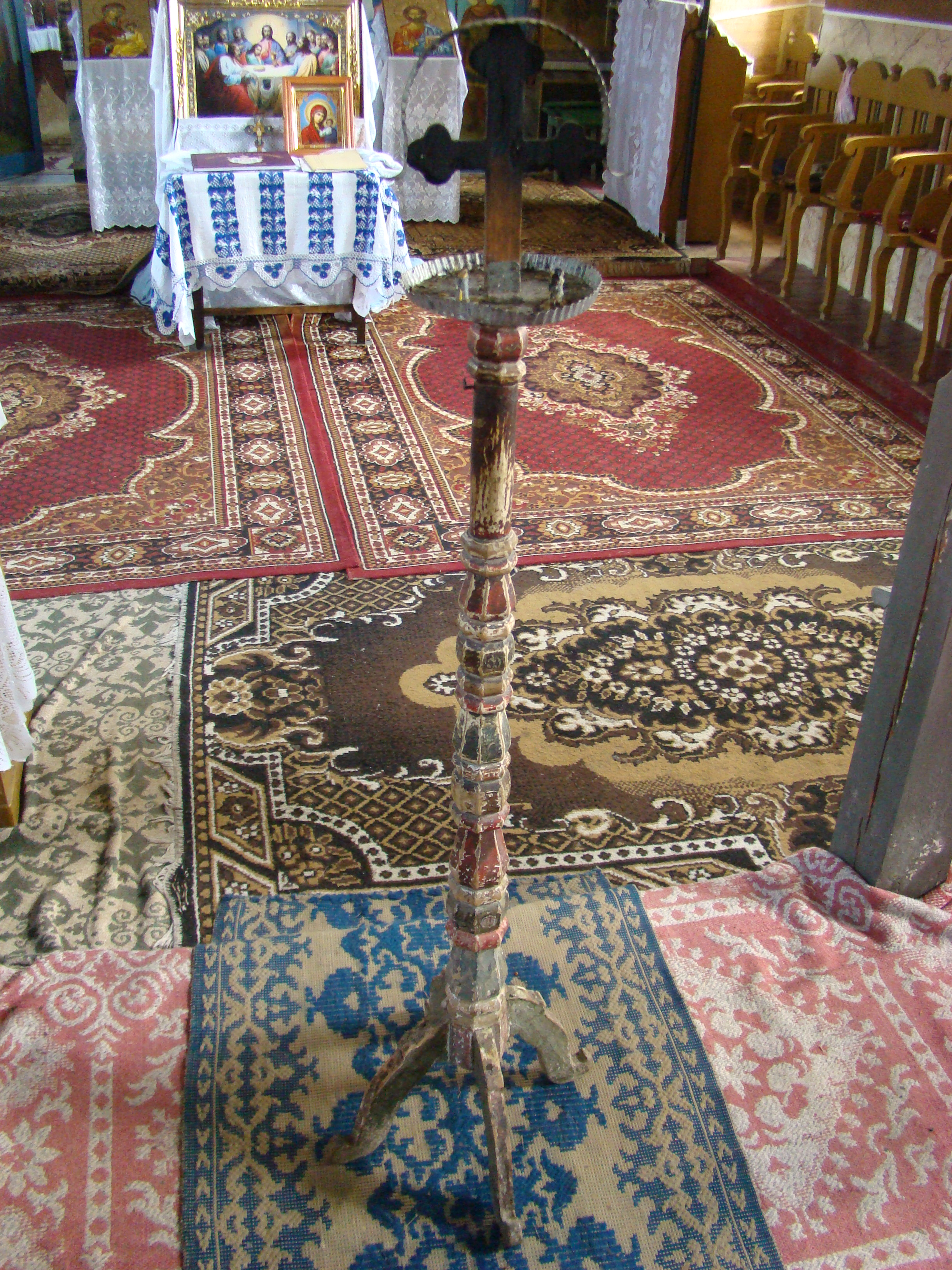
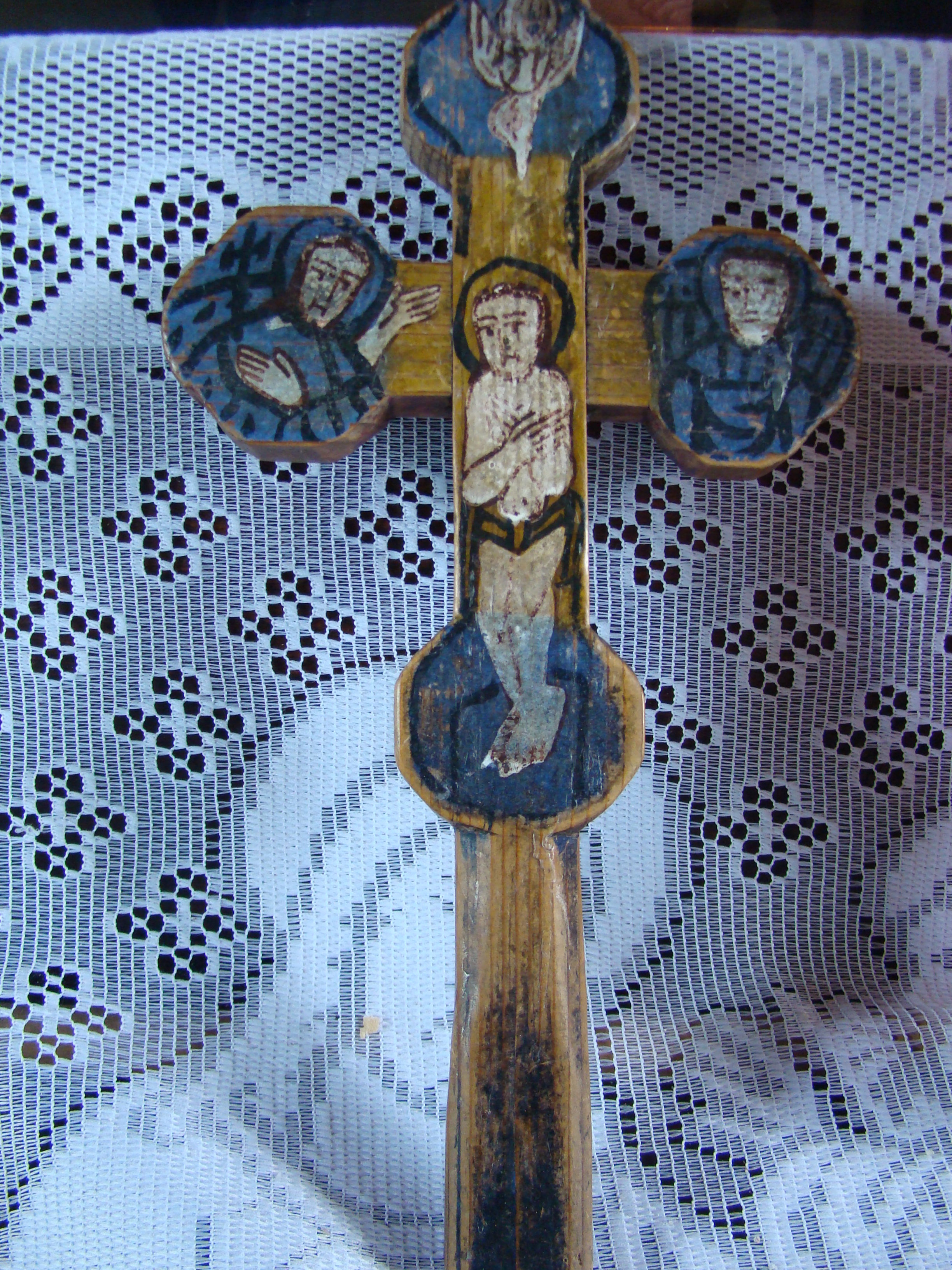
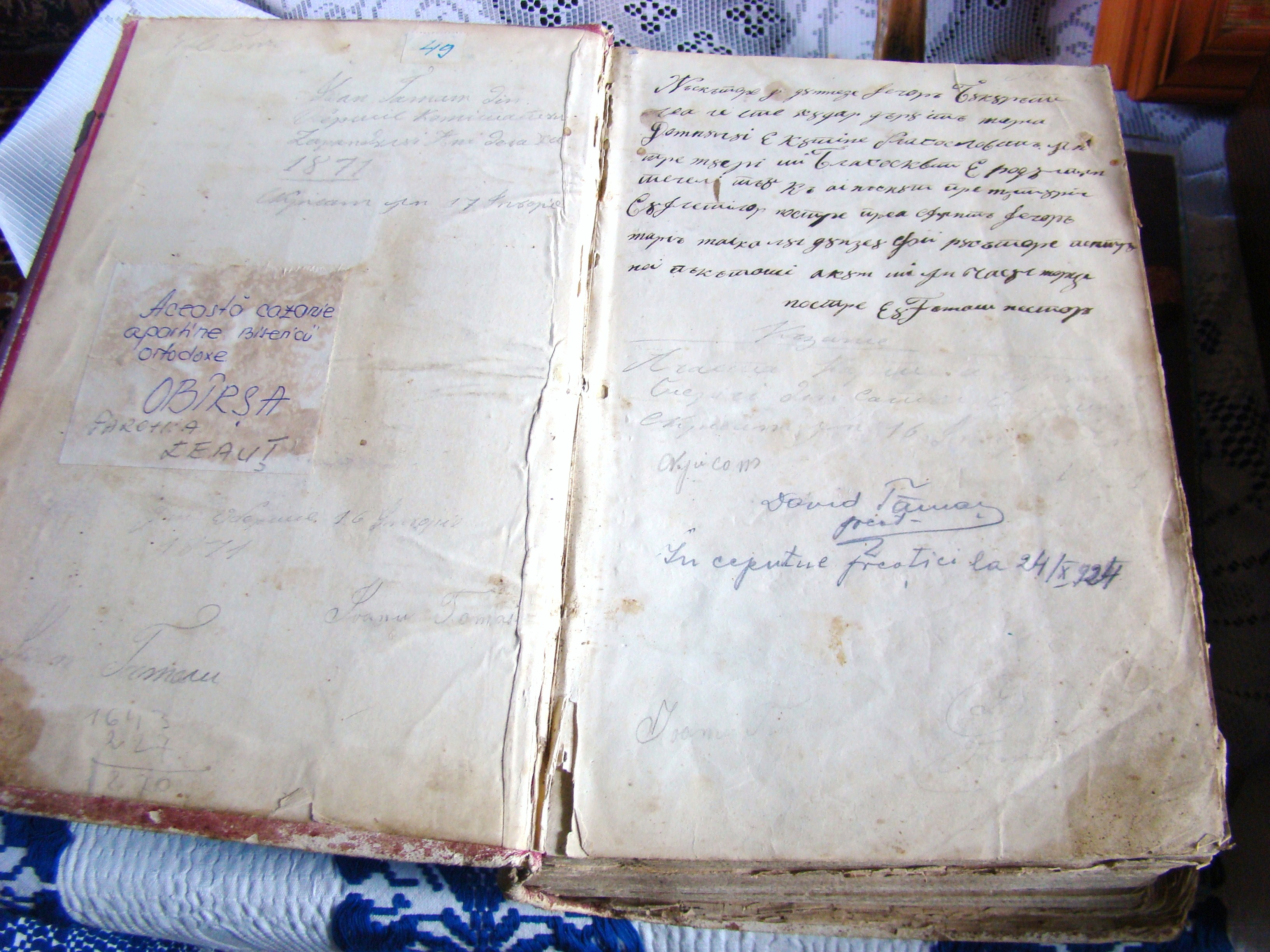
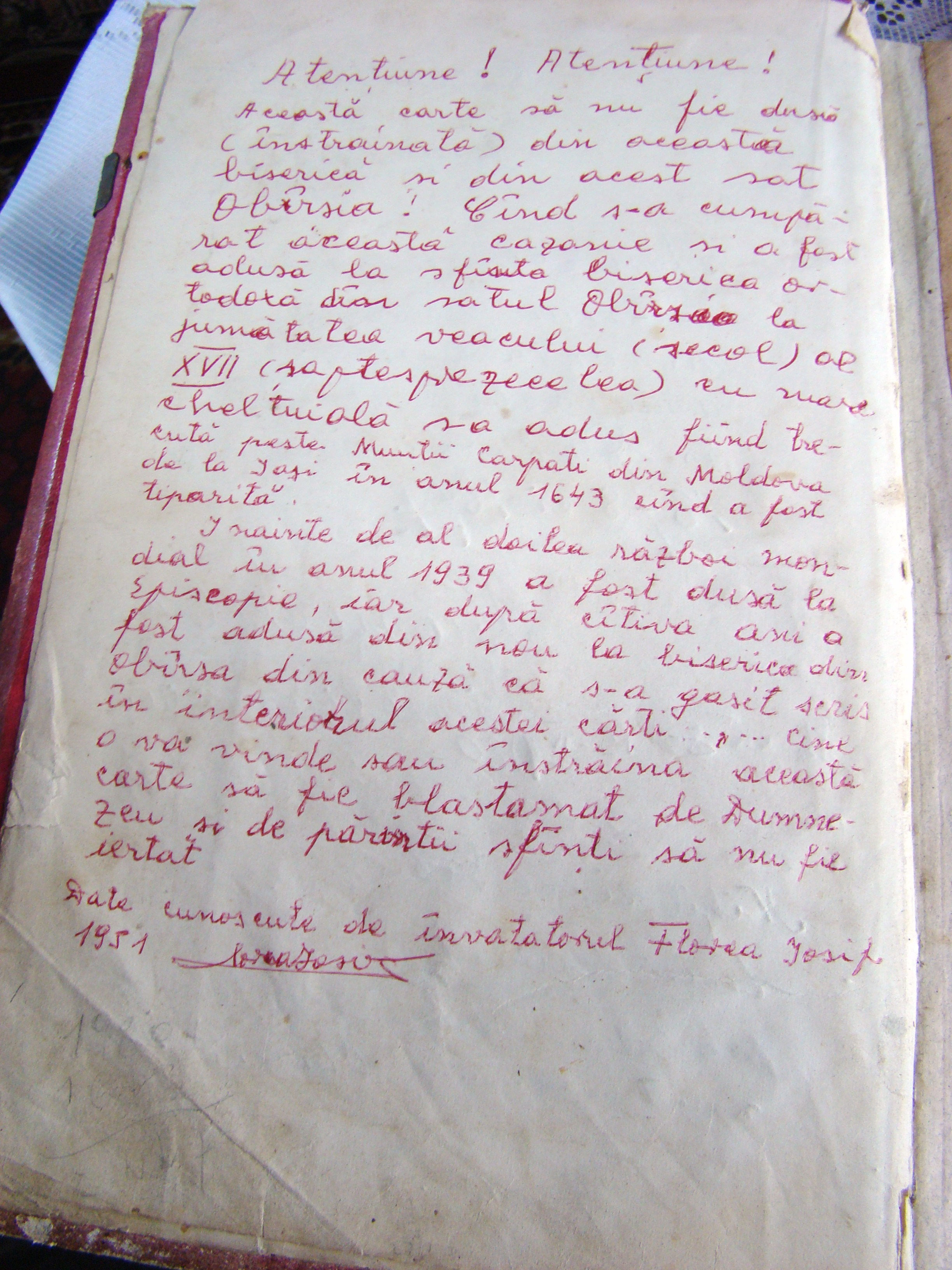
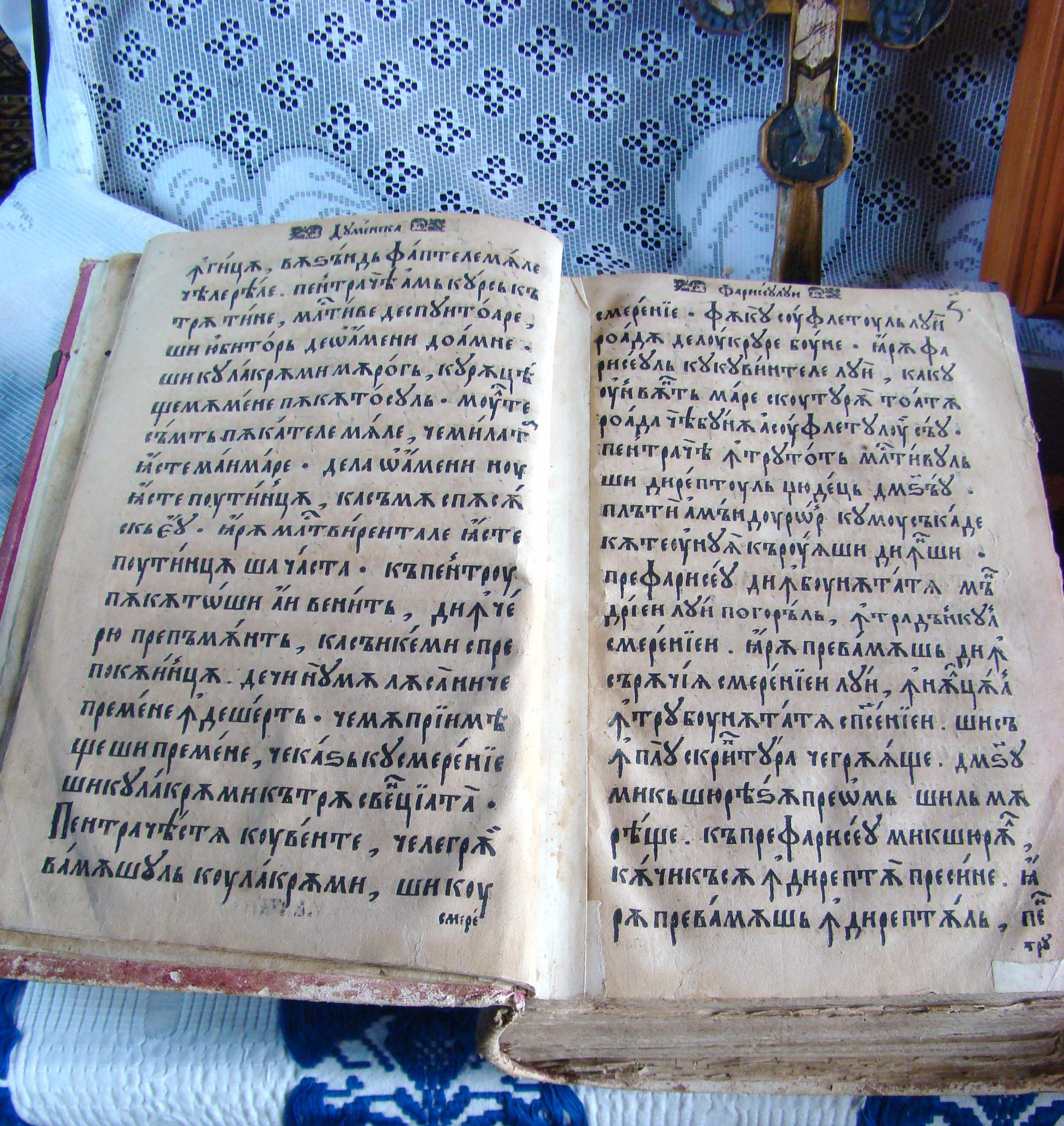
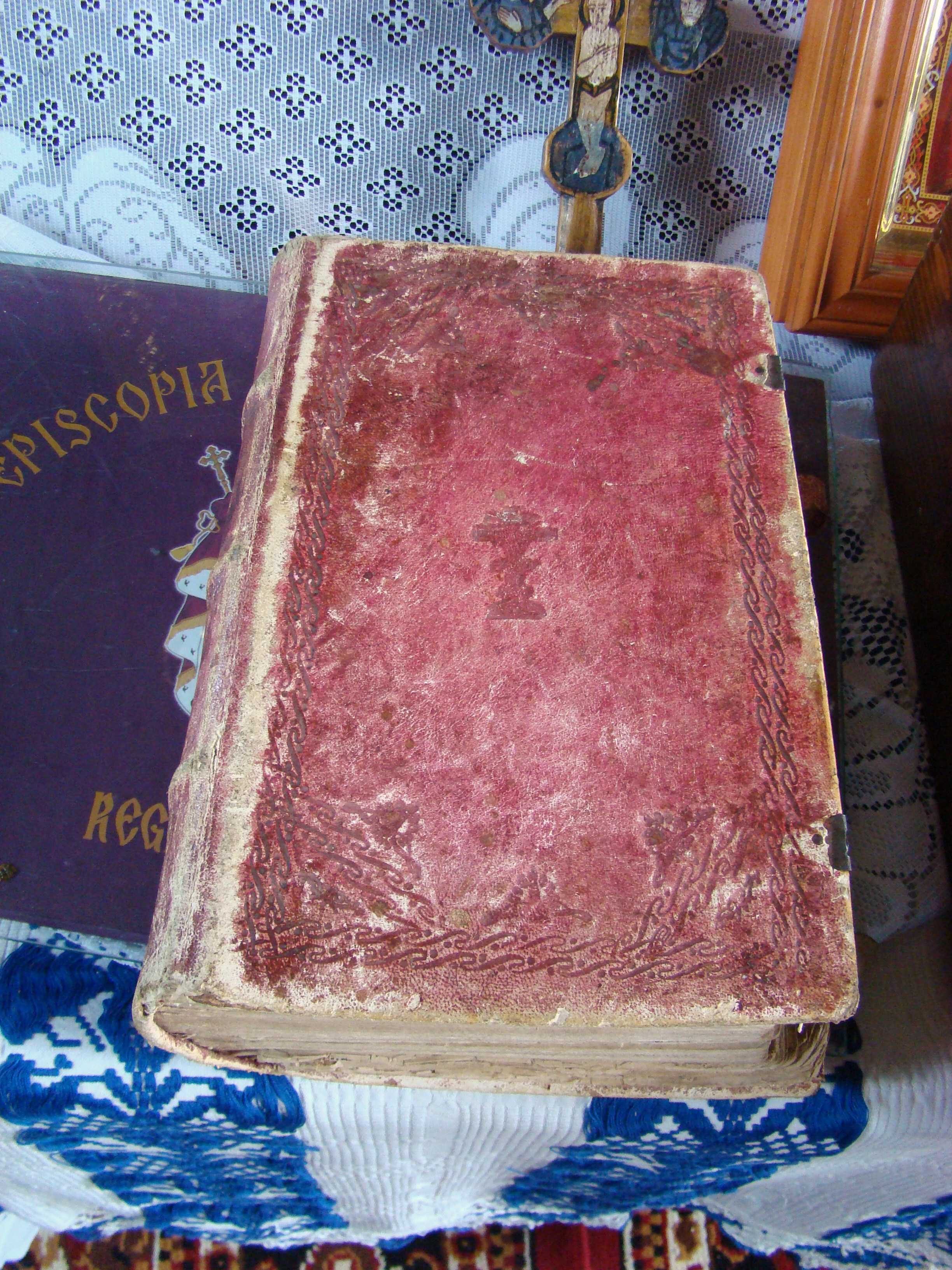